# 倉敷市
倉敷市（日语：／ Kurashiki shi */?）是位於日本岡山縣西南部的城市，為岡山縣內人口第二多的城市；其轄區主要位於高梁川下游的沖積平原，東側與岡山市相接，屬於岡山都市圈的一部分，南側為瀨戶內海。
在倉敷市市中心區域的「倉敷美觀地區」，為岡山縣內的主要觀光地區，而南部的水島地區則是以重化學工業為主，ENEOS、三菱化學、三菱氣體化學、可樂麗、旭化成、JFE鋼鐵、東京製鐵、三菱汽车、住友重機械工業在此都設有工廠，中國電力在此也設有玉島發電廠和水島發電廠兩間火力發電廠；此區域同時也屬於瀨戶內工業地域，整個倉敷市的工業產品出貨額長年都在3兆日圓以上。
氣候屬於多晴少雨的瀨戶內海式氣候，但由於高梁川帶來豐富的水量，依然有充足的水資源。

## 人口
| 倉敷市人口分布圖 |                                               |  |
| 倉敷市與日本全國年齡別人口分布比較圖 （2005年資料） | 倉敷市的年齡、男女別人口分布圖 （2005年資料） |  |
| ■紫色是倉敷市 ■綠色是全国 | ■藍色是男性 ■紅色是女性                       |  |
| 倉敷市人口變化 \| 1970年 \| 374,385人 \| \| \| 1975年 \| 417,750人 \| \| \| 1980年 \| 432,171人 \| \| \| 1985年 \| 443,721人 \| \| \| 1990年 \| 445,059人 \| \| \| 1995年 \| 453,618人 \| \| \| 2000年 \| 460,869人 \| \| \| 2005年 \| 469,377人 \| \| \| 2010年 \| 475,513人 \| \| \| 2015年 \| 477,118人 \| \| \| 2020年 \| 474,592人 \| \| |                                               |  |
| 資料來源：日本總務省統計中心提供之人口普查數據 |                                               |  |
| 1970年 | 374,385人                                     |  |
| 1975年 | 417,750人                                     |  |
| 1980年 | 432,171人                                     |  |
| 1985年 | 443,721人                                     |  |
| 1990年 | 445,059人                                     |  |
| 1995年 | 453,618人                                     |  |
| 2000年 | 460,869人                                     |  |
| 2005年 | 469,377人                                     |  |
| 2010年 | 475,513人                                     |  |
| 2015年 | 477,118人                                     |  |
| 2020年 | 474,592人                                     |  |

## 歷史
在位於轄區最南端兒島半島的鷲羽山發現的鷲羽山遺址為約2萬年前舊石器時代的遺蹟，在遺址中發現有使用產於現在香川縣的讚岐岩所製作的石器，由於當時的海平面較低，推測從此地可以直接步行至現在的四國。
隨著冰河期的結束，海平面逐漸上升，逐漸形成現在的瀨戶內海，而現在的倉敷市的主要市區過去是被稱為「穴海」的內海，現在市區內許多較高的區域包括鶴形山、向山，在當時都是位於海中的島嶼；同樣的，周邊多個具有「島」字的地名，包括：兒島、龜島、玉島、連島，名稱都源於過去曾為位於瀨戶內海中的島嶼。
在12世紀源平合戰期間，源氏和平氏雙方就曾先後在此海域中發生水島之戰和藤戶之戰。
不過在持續的沖積之下，以及16世紀開始進行的大規模围垦工程，這些區域除逐漸形成陸地，過去的島嶼也陸續與陸地相連，過去的「島」也成為地名被保留至今，過去面積曾和小豆島匹敵的「吉備兒島」在與陸地相連後也成為的現在的兒島半島。
在此區域最早出現的聚落位於現在倉敷市東北端的地區北部，該處在西元三世紀時被稱為「吉備之港」（吉備の津），為當時吉備國的出海港口；不過在沿海區域逐漸的變成陸地之後，此地距離現在的海岸線已有10公里的距離。
根據《和名類聚抄》的紀錄，在七世紀時現在的倉敷市轄區分屬備中國的窪屋郡、都宇郡、下道郡、淺口郡及備前國的兒島郡。
在16世紀末，此地連同備前國和備中國東部為豐臣政權五大老之一宇喜多秀家的領地，17世紀江戶時代後，被分割屬於松山藩、岡山藩、淺尾藩、龜山藩、岡田藩，其中現在的倉敷市市區周邊則是成為幕府直屬的天領，並將此作為「倉敷地」，在此設立倉敷代官所，利用連結高梁川及兒島灣的倉敷川發展為港口城市，此地也因開始以「倉敷」為名，此區域也就是現在的倉敷美觀地區。
19世紀末明治維新，明治新政府曾短暫在此設置倉敷縣，縣廳就設於此地的倉敷村，不過隔年倉敷縣與福山縣合併為深津縣，後又改名為小田縣，最後在1875年被併入岡山縣。
1889年，日本實施町村制，過去倉敷代官所周邊區域設立為倉敷村，並在1891年升格改制為倉敷町，1927年與位於北側和南側的萬壽村、大高村合併為新的倉敷町後，在隔年即再升格改制為第一代的倉敷市，成為岡山縣內於岡山市後第二個設立的市級行政區劃。
此後在1940年代至1950年代期間，仍陸續將周邊的中洲町、粒江村、中村、帶江村、菅生村、豐洲村、西阿知町、連島町、福田町、藤戶町十個行政區劃併入，使得倉敷市的轄區往北擴張至福山丘陵旁，往南則是至瀨戶內海旁。
在同一時期，位於倉敷市東南側兒島半島西半部的11的行政區劃，以及位於倉敷市西南側高梁川西岸的8個行政區劃，也在多次整併後分別成為兒島市和玉島市。
1967年第一代的倉敷市與兒島市、玉島市合併為第二代的倉敷市，之後，位於北側的村、茶屋町也在1970年代被併入倉敷市。
2000年代日本政府開始推動平成大合併，在此時期，位於西北側的船穗町、真備町被併入倉敷市。
2018年7月，發生在西日本的豪雨災害中，由於小田川的潰堤，在轄內西北部的真備地區形成大範圍的水災，造成51人死亡。

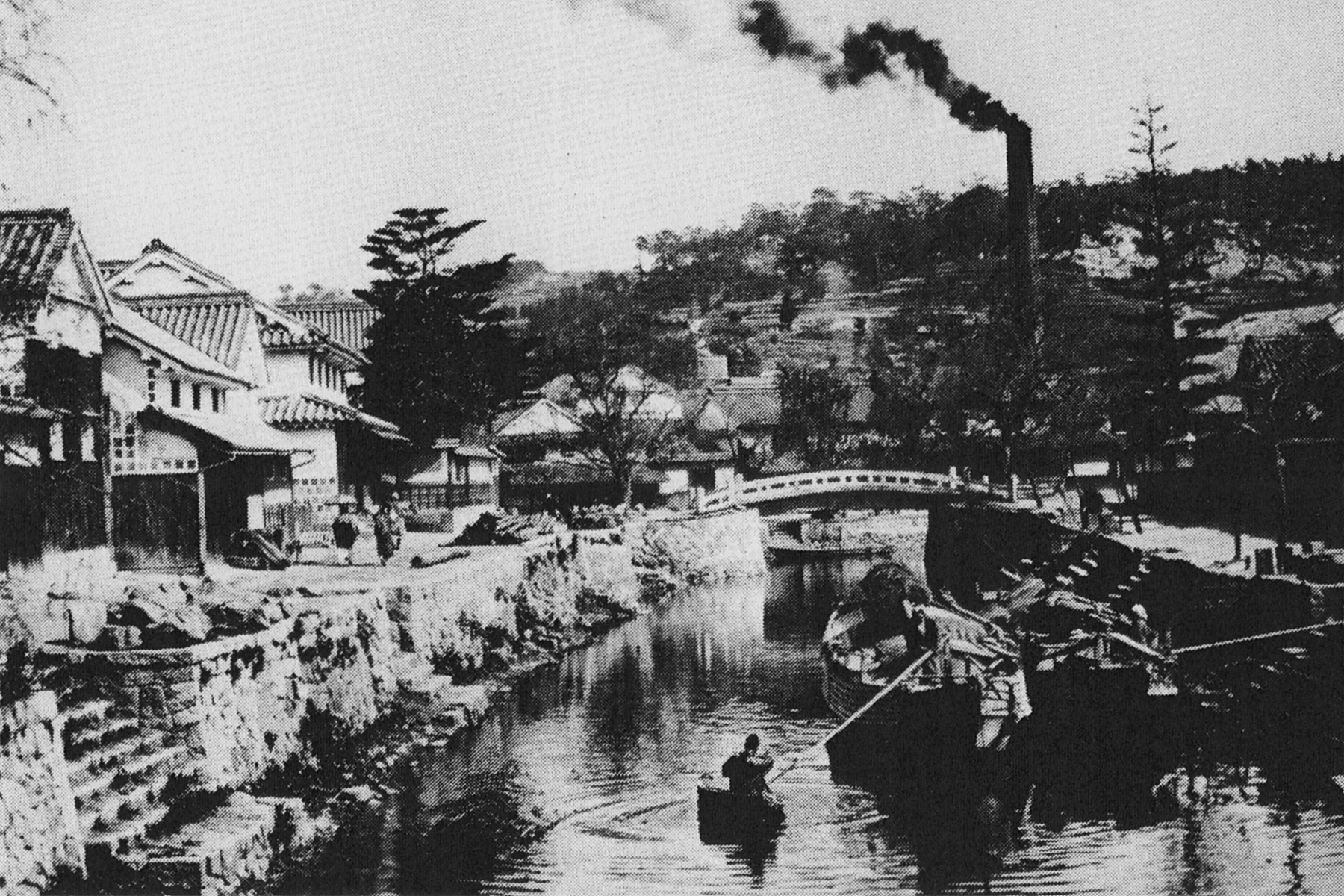
19世紀末、20世紀初期的倉敷川
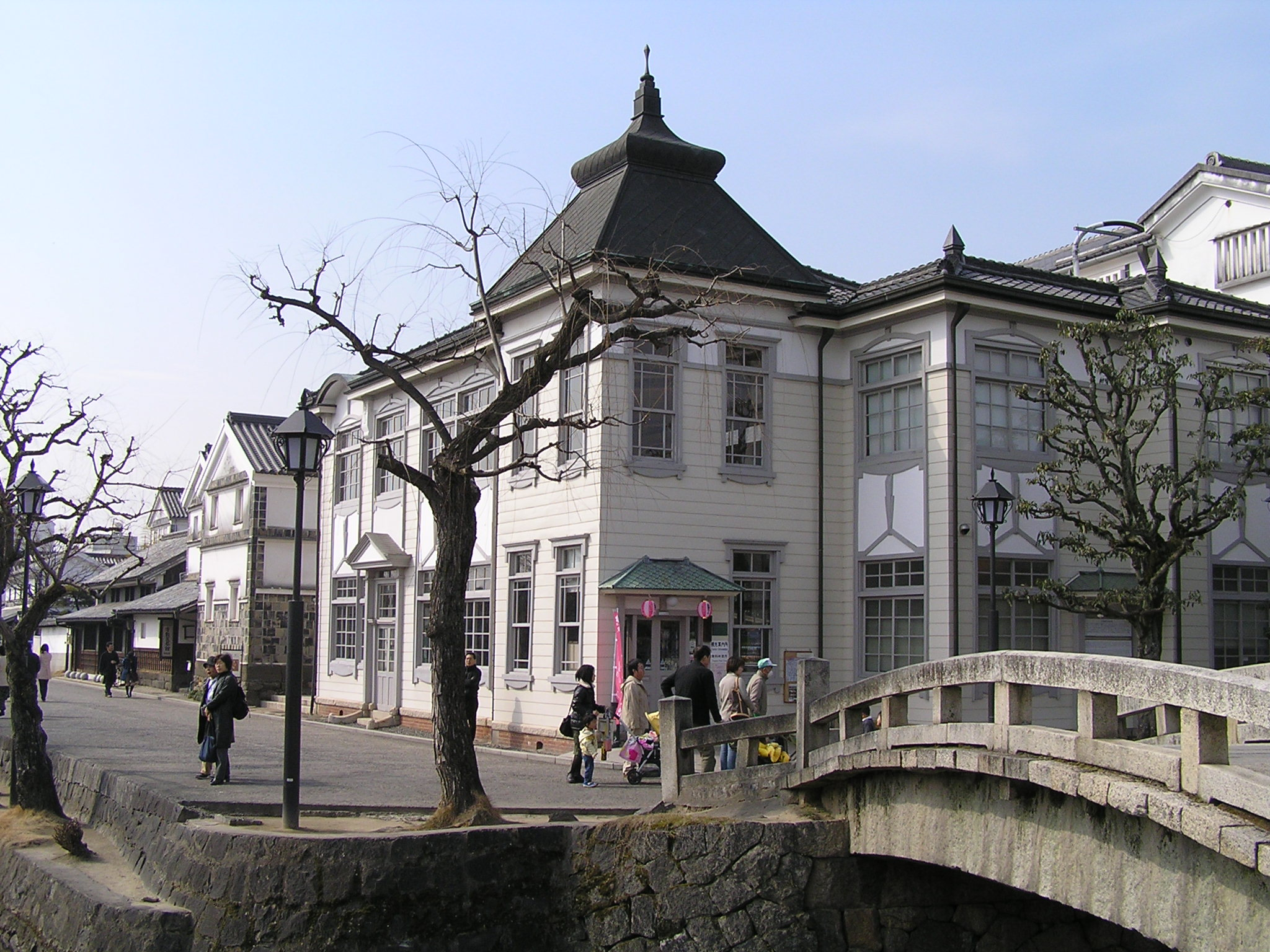
倉敷館（過去曾做為倉敷町公所使用）

## 行政

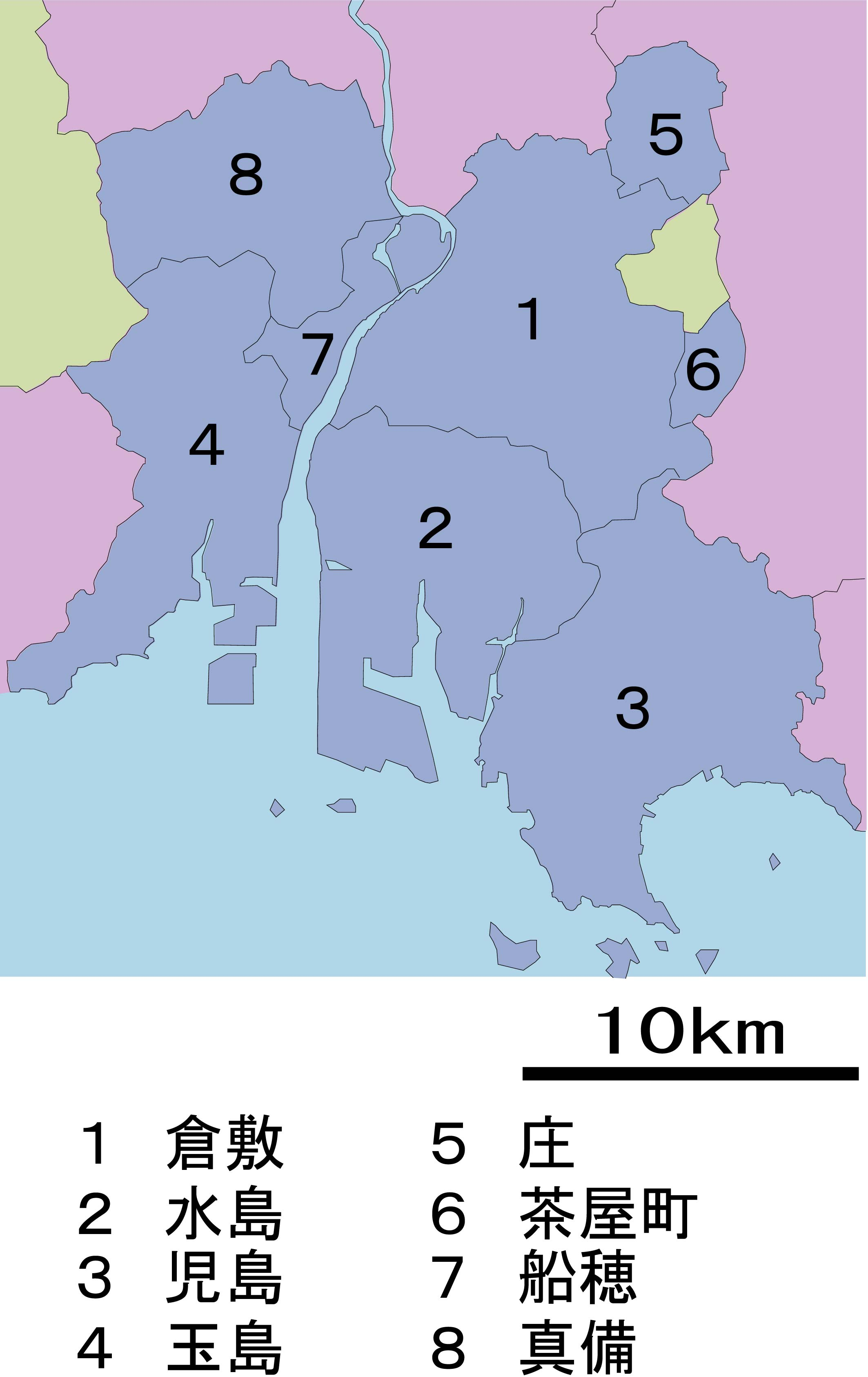
倉敷市劃設的八個行政區域

倉敷市依據轄內的生活圈劃分出八個區域，大部分區域都與過去與倉敷市合併前的舊行政區劃範圍相符，其中四個面積較大的區域稱為「地域」，包括以1967年以前第一代倉敷市轄區北部為主的倉敷地域、以舊連島町與福田町範圍為主的水島地域、以舊兒島市範圍為主的兒島地域、以舊玉島市範圍為主的玉島地域；另外四個面積較小的區域則稱為「地區」，包括以村範圍為主的地區、以舊茶屋町範圍為主的茶屋町地區、以舊船穗町範圍為主的船穂地區、以舊真備町範圍為主的真備地區。
除了市政府所在的倉敷地區外，其餘七個地區皆設有市政府支所負責各區域的市政事務。

## 交通

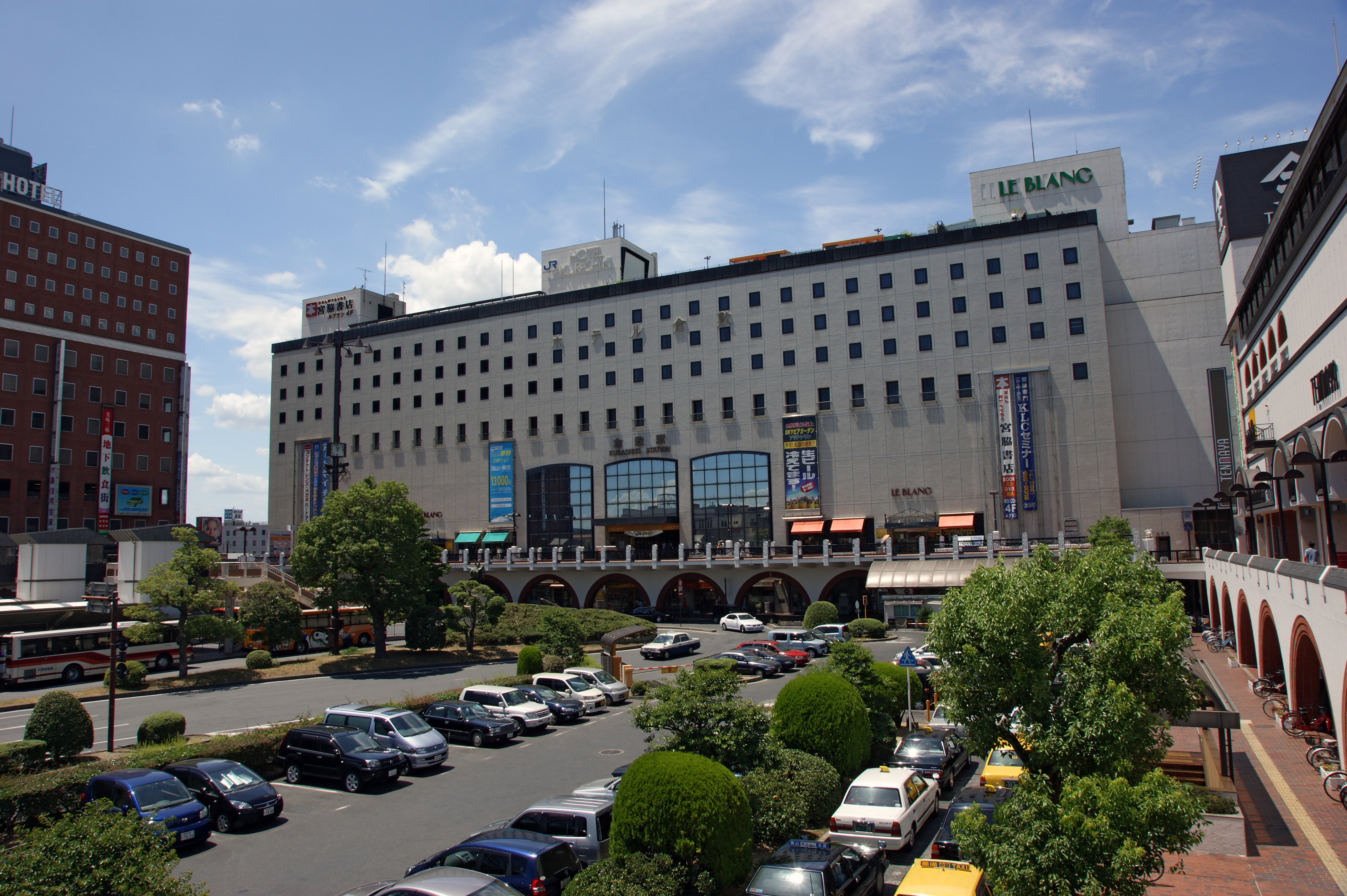
倉敷車站

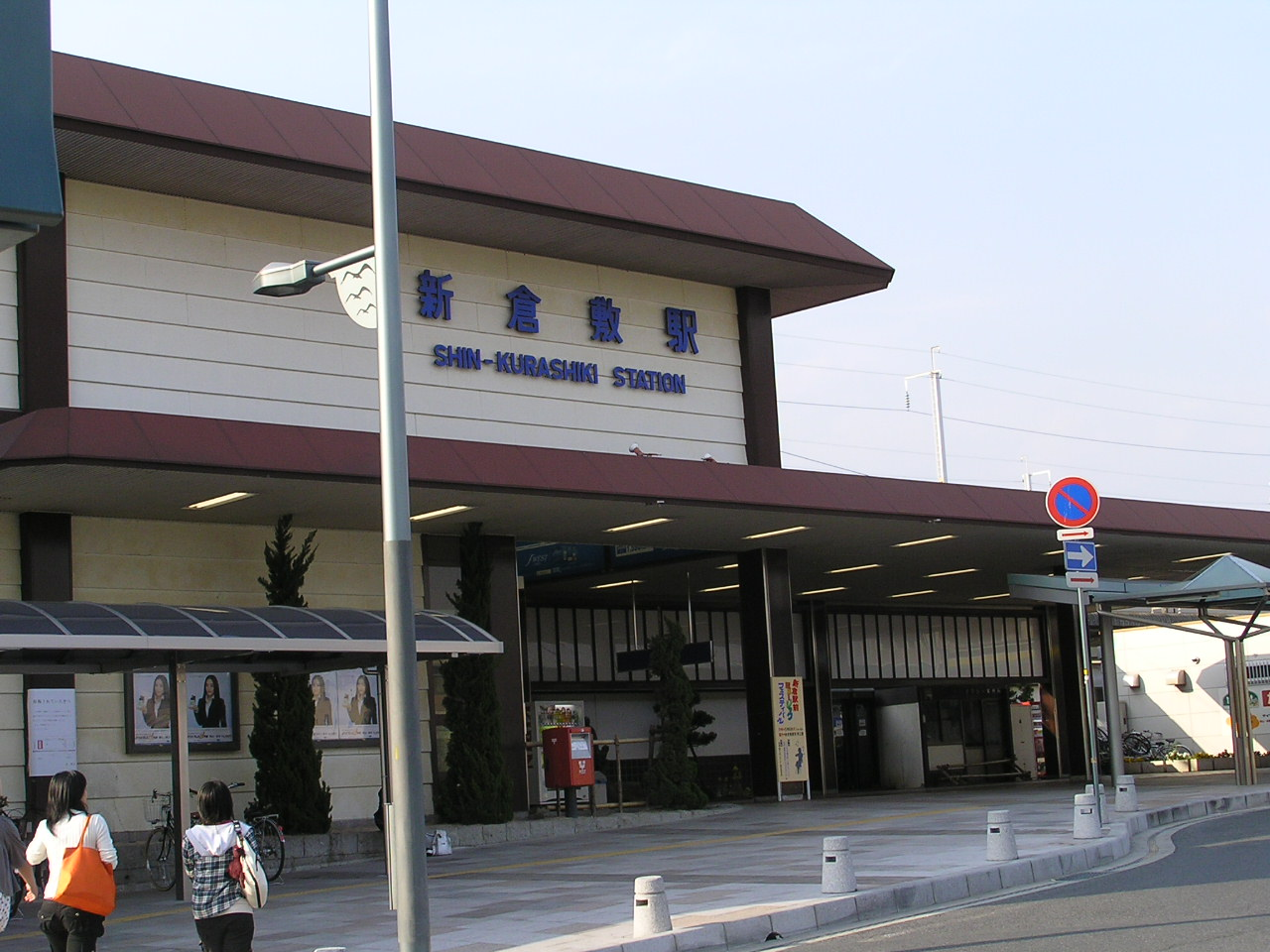
新倉敷車站

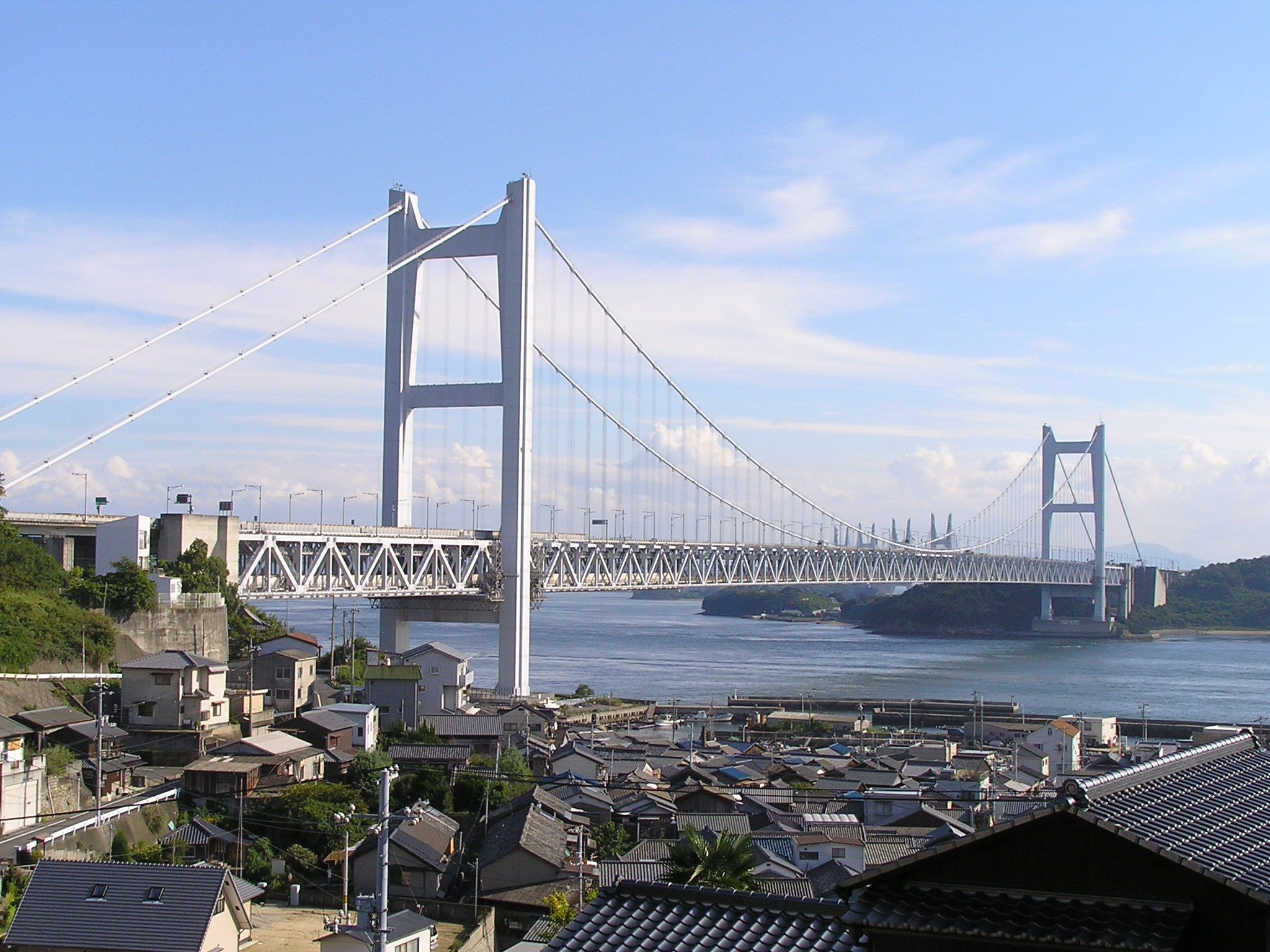
倉敷市側的下津井瀨戶大橋

西日本旅客鐵道的山陽本線、山陽新幹線和高速公路山陽自動車道東北－西南方向通過轄內，並通過倉敷地域和玉島地域；倉敷車站是市區中的主要車站，不過位於玉島地域的新倉敷車站則是山陽本線和山陽新幹線的換乘車站，但由於倉敷車站與岡山車站距離亦不遠，且新幹線在岡山車站的停靠列車較多，亦可在岡山車站換乘。
西日本旅客鐵道的宇野線自岡山市的岡山車站往南，經過市內東南部的兒島地域，除可往東至玉野市外，也可往南經本四備讚線，藉由瀨戶大橋穿過瀨戶內海前往四國；高速公路山陽自動車道則可利用倉敷系統交流道經倉敷早島支線及瀨戶中央自動車道，同樣藉由瀨戶大橋前往四國。
自倉敷車站可轉乘伯備線前往北側的總社市，在總社市的清音車站再換乘井原鐵道的井原線，可前往倉敷市西北部的真備地區。
自倉敷車站旁轉至倉敷市車站，可利用水島臨海鐵道的水島本線前往倉敷市南部的水島地域。
市內倉敷地域和玉島地域的客運路線主要由兩備巴士所經營，井笠巴士公司也有提供自玉島地域往西至淺口市、笠岡市的路線，而東南部的兒島地域則由下津井電鐵的路線為主。

### 鐵路
- 西日本旅客鐵道
  - 山陽新幹線：（←岡山市） - 新倉敷車站 - （淺口市→）
  - 山陽本線：（←岡山市） - 中車站 - 倉敷車站 - 西阿知車站 - 新倉敷車站 - （淺口市→）
  - 伯備線：倉敷車站 - （總社市→）
  - 宇野線：（←早島町） - 茶屋町車站 - （岡山市→）
  - 本四備讚線：茶屋町車站 - （岡山市） - 木見車站 - 上之町車站 - 兒島車站 - （四國旅客鐵道）
- 四國旅客鐵道
  - 本四備讚線：（西日本旅客鐵道） - 兒島車站 - （坂出市→）
- 水島臨海鐵道
  - 水島本線：倉敷市車站 - 球場前車站 - 西富井車站 - 福井車站 - 浦田車站 - 彌生車站 - 榮車站 - 常盤車站 - 水島車站 - 三菱自工前車站 - 倉敷貨物總站（日语：倉敷貨物ターミナル駅）
  - 港東線：水島車站 - 東水島車站（日语：東水島駅）
- 井原鐵道
  - 井原線：（總社市） - 川邊宿車站 - 吉備真備車站 - 備中吳妹車站 - （矢掛町→）

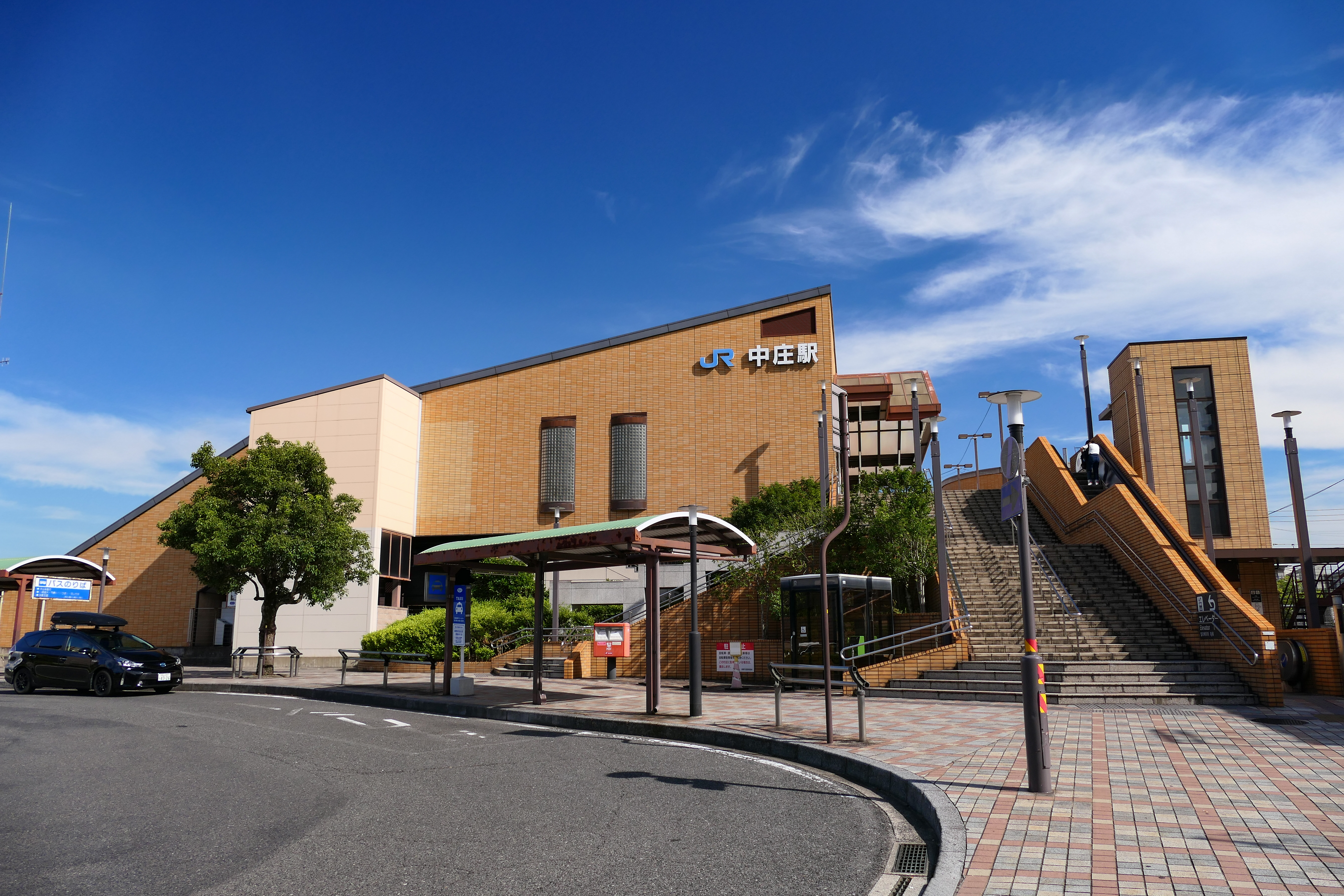
中車站北口
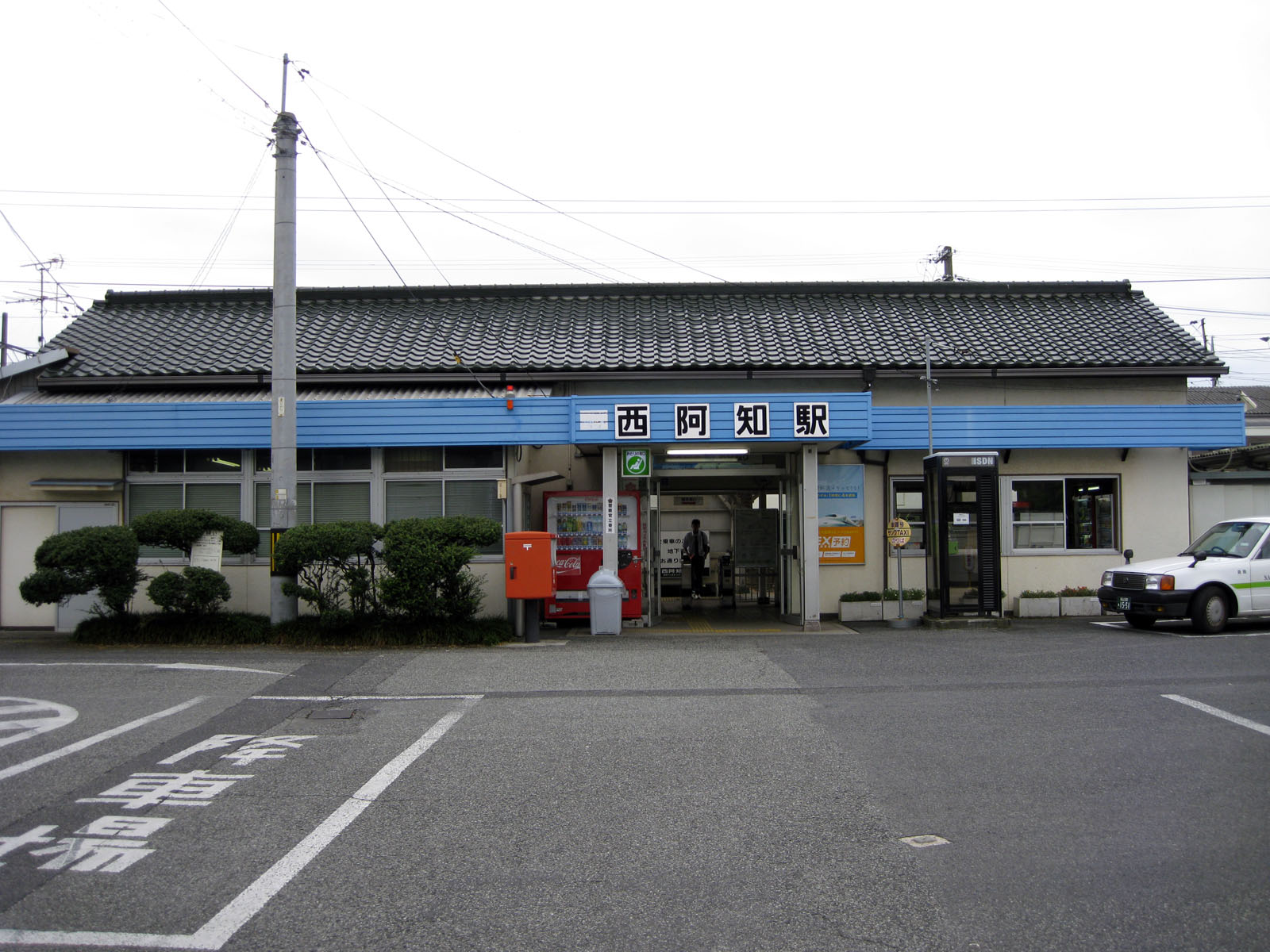
西阿知車站
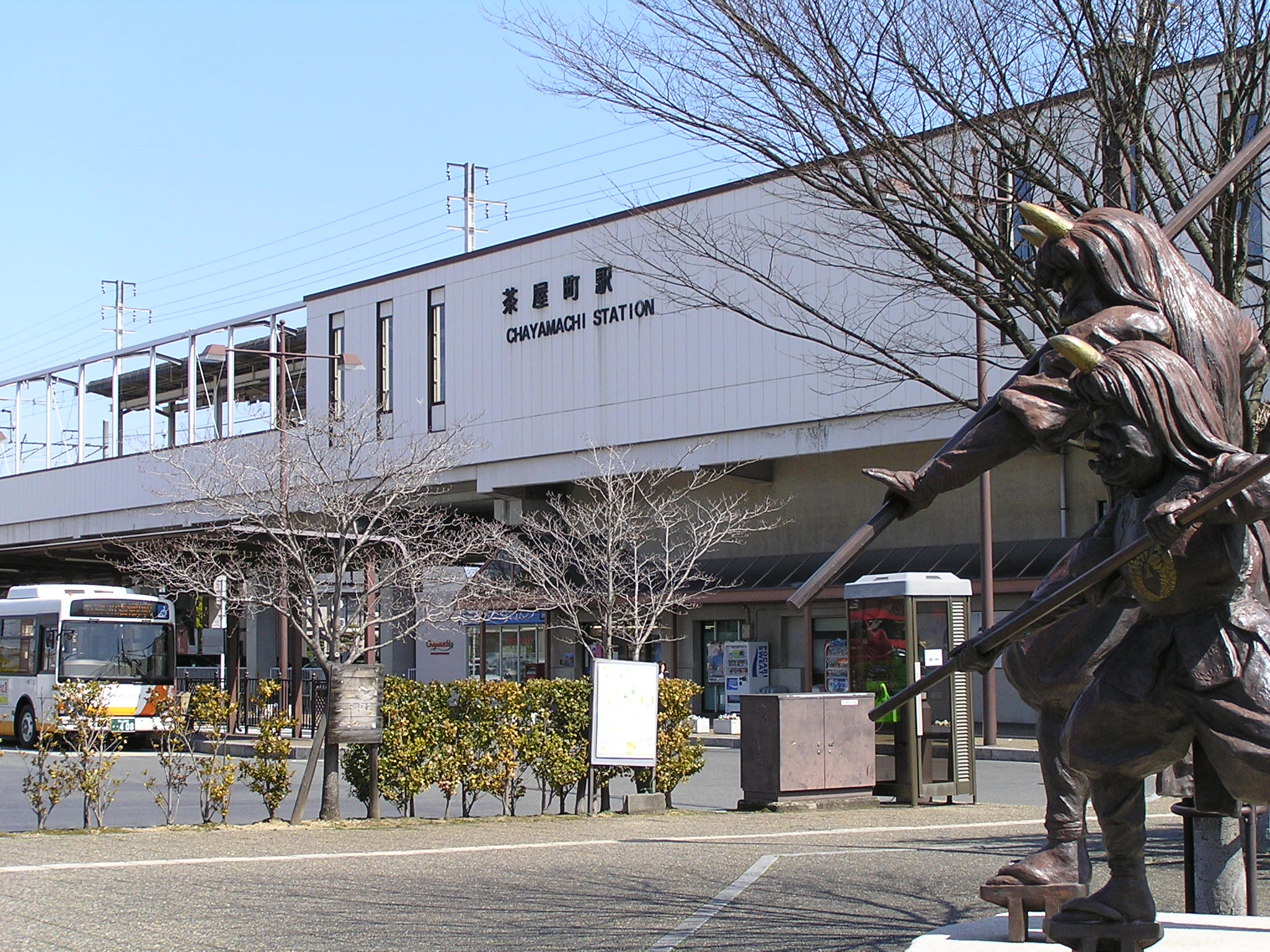
茶屋町車站西口
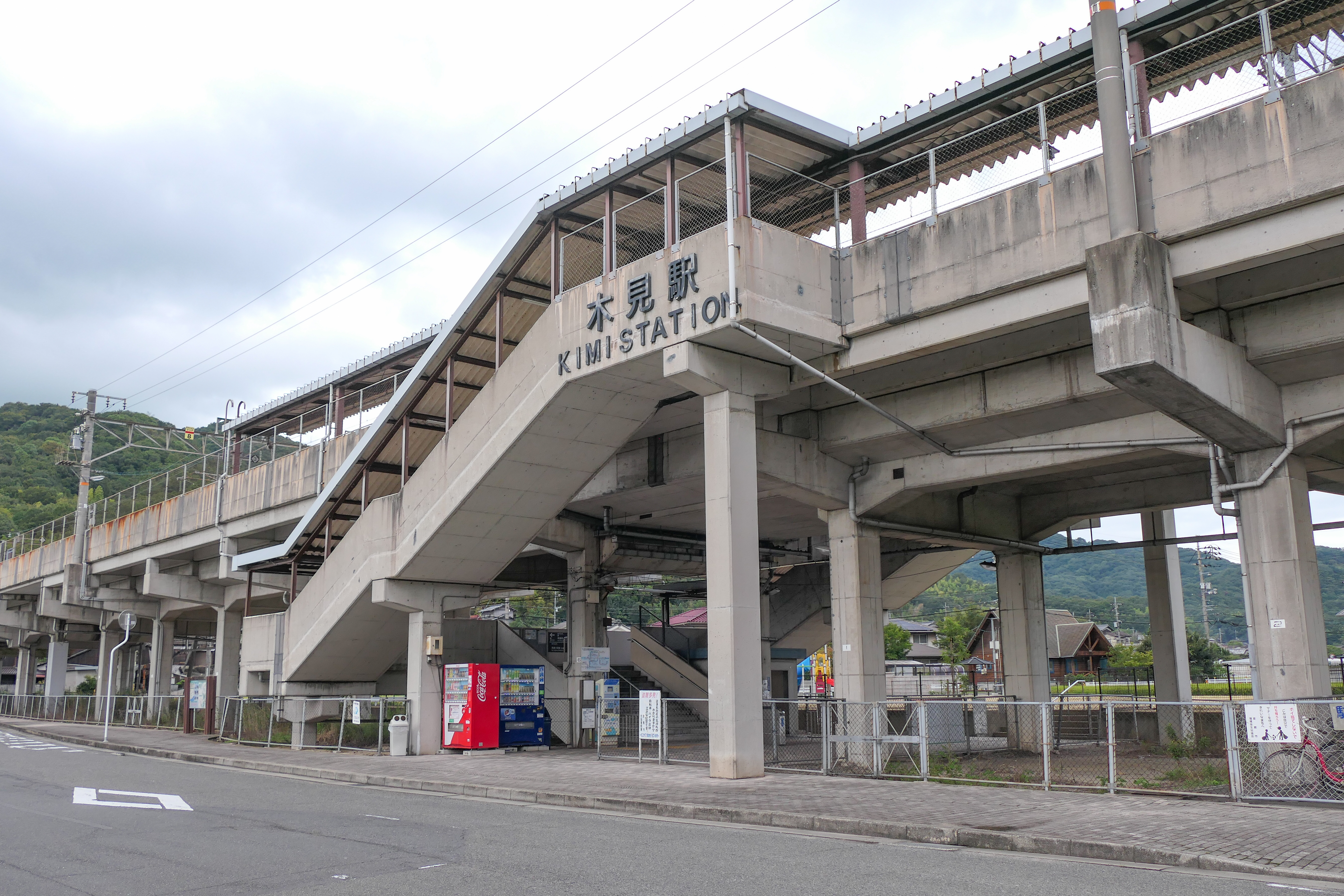
木見車站
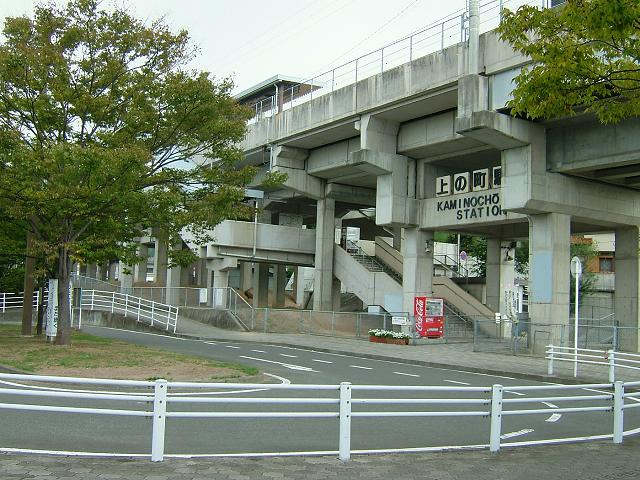
上之町車站
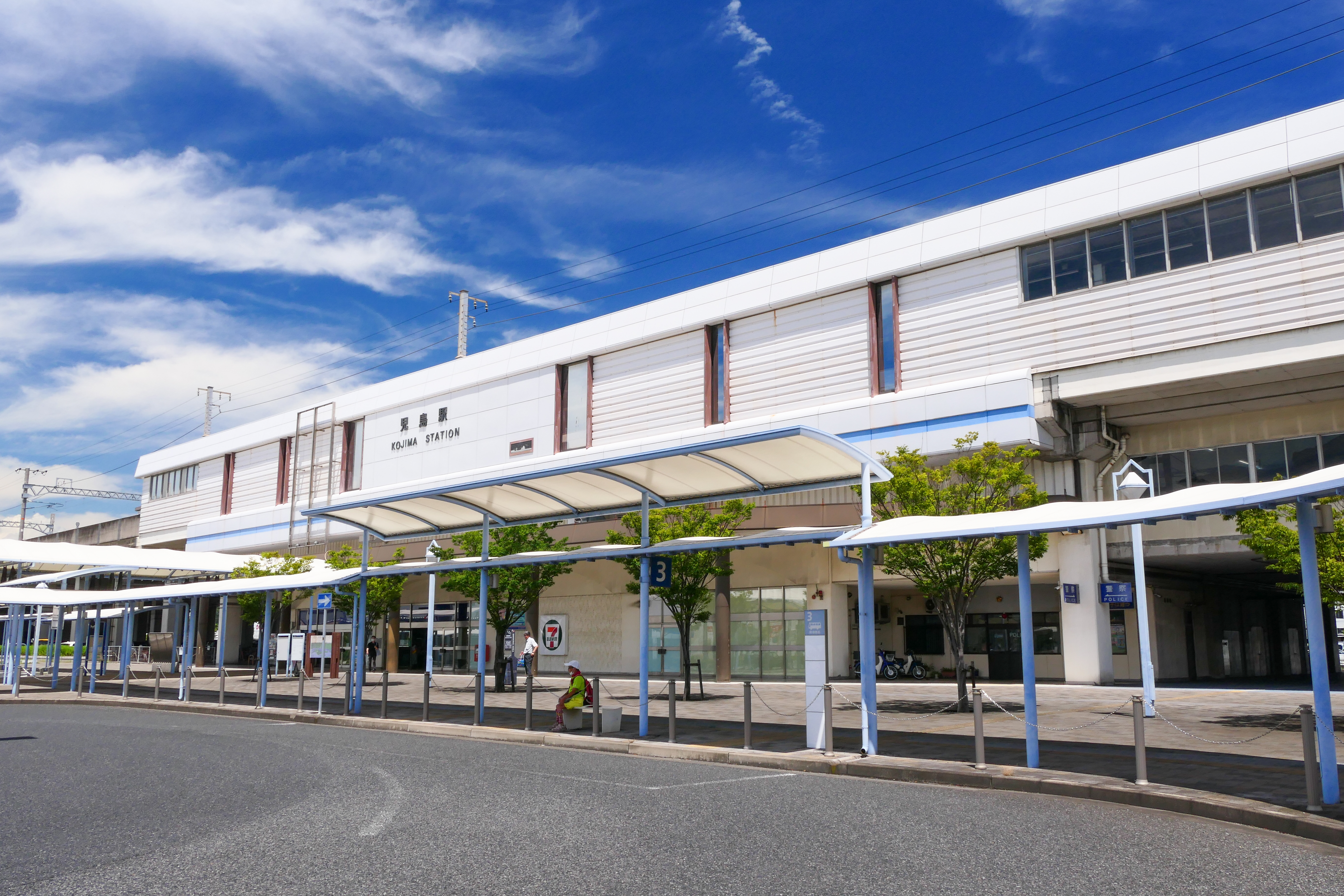
兒島車站西口
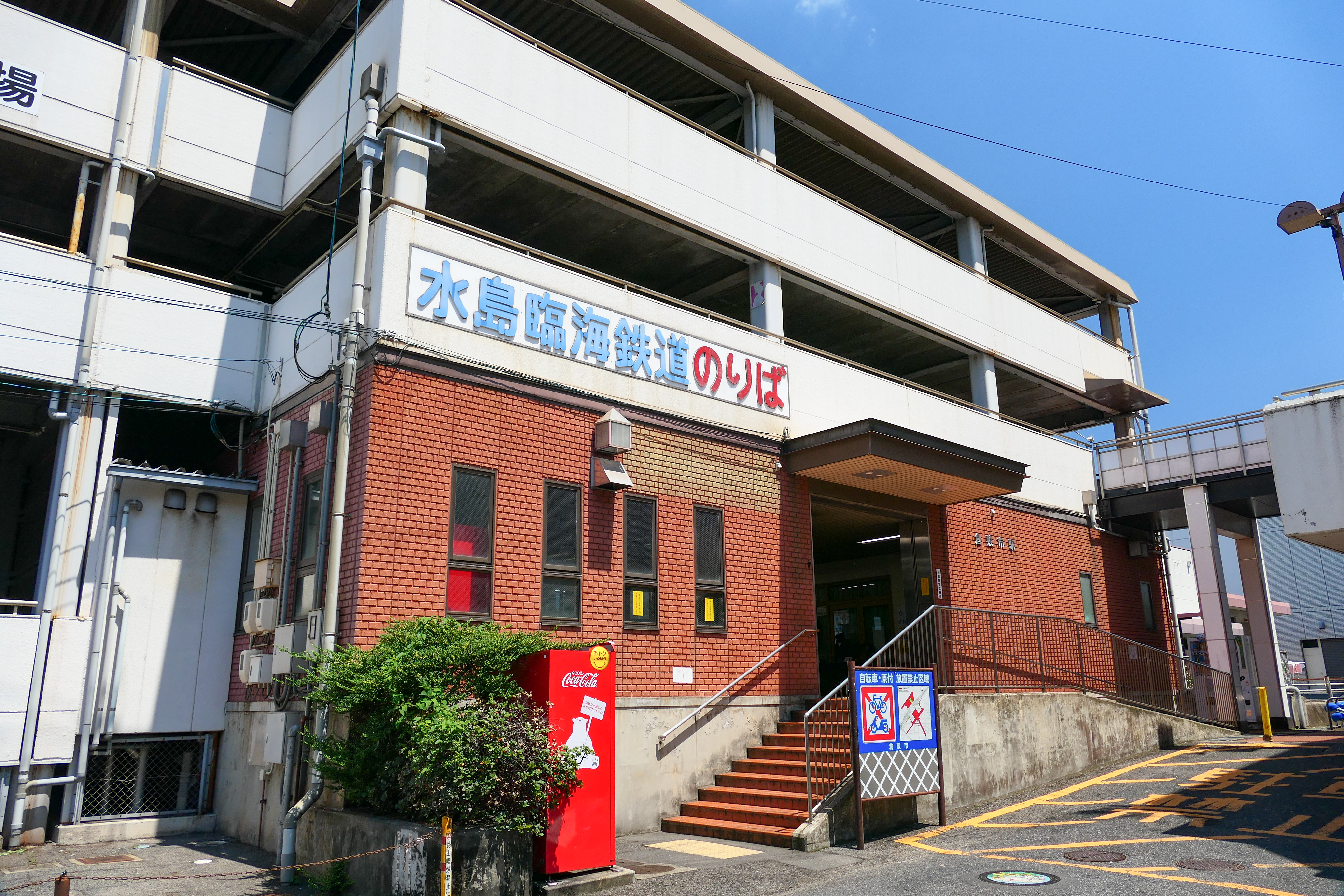
倉敷市車站
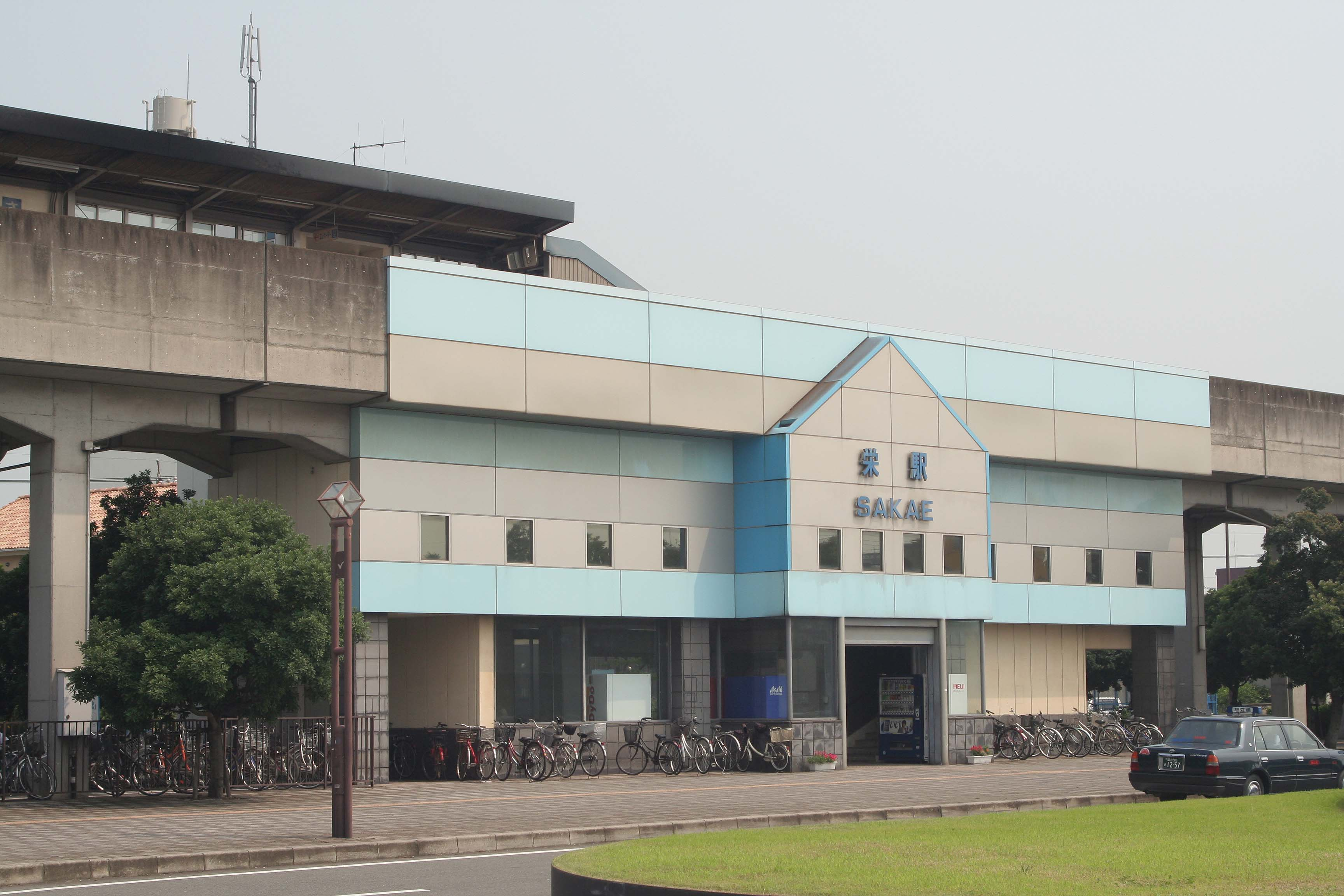
榮車站
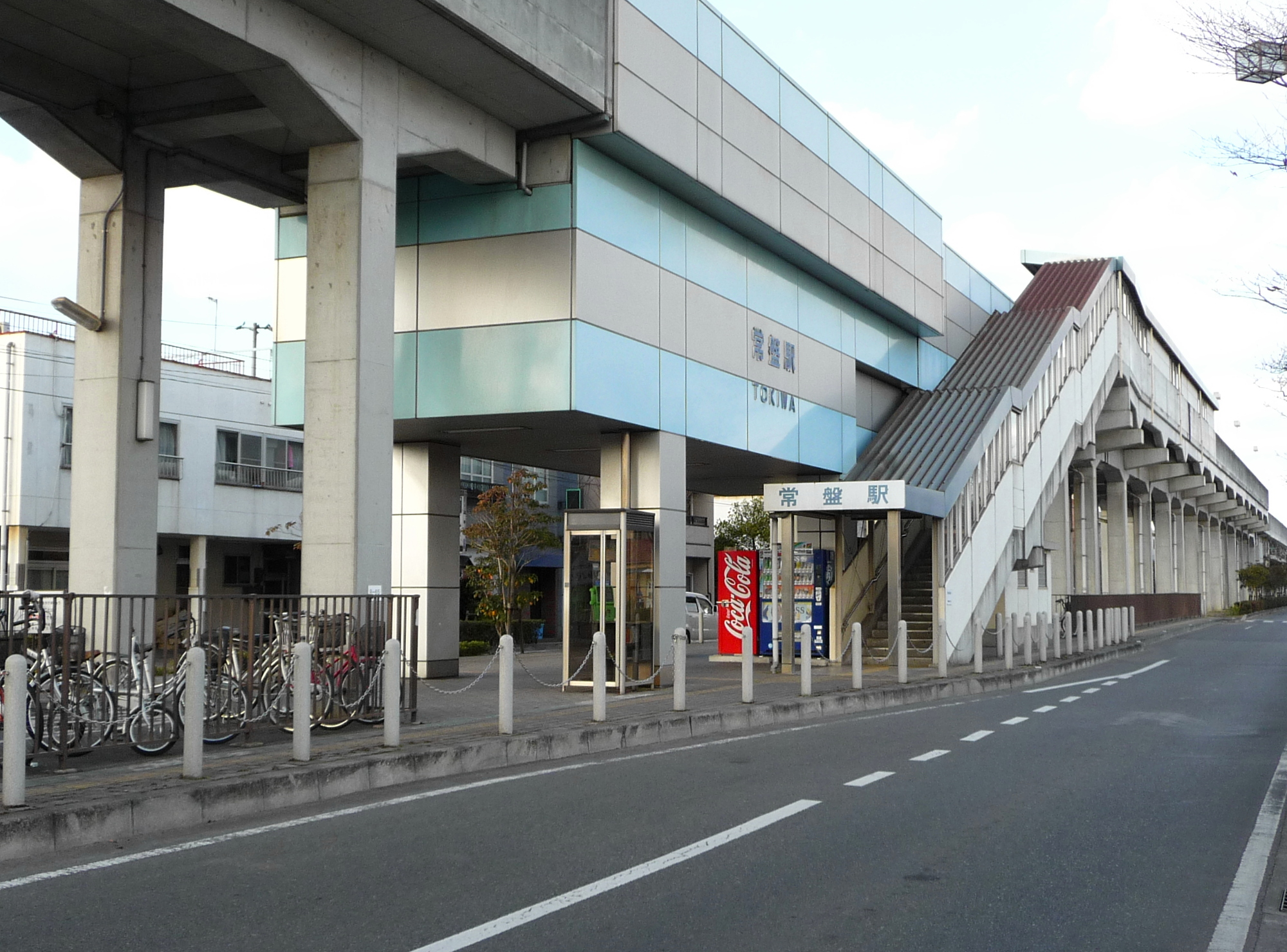
常盤車站
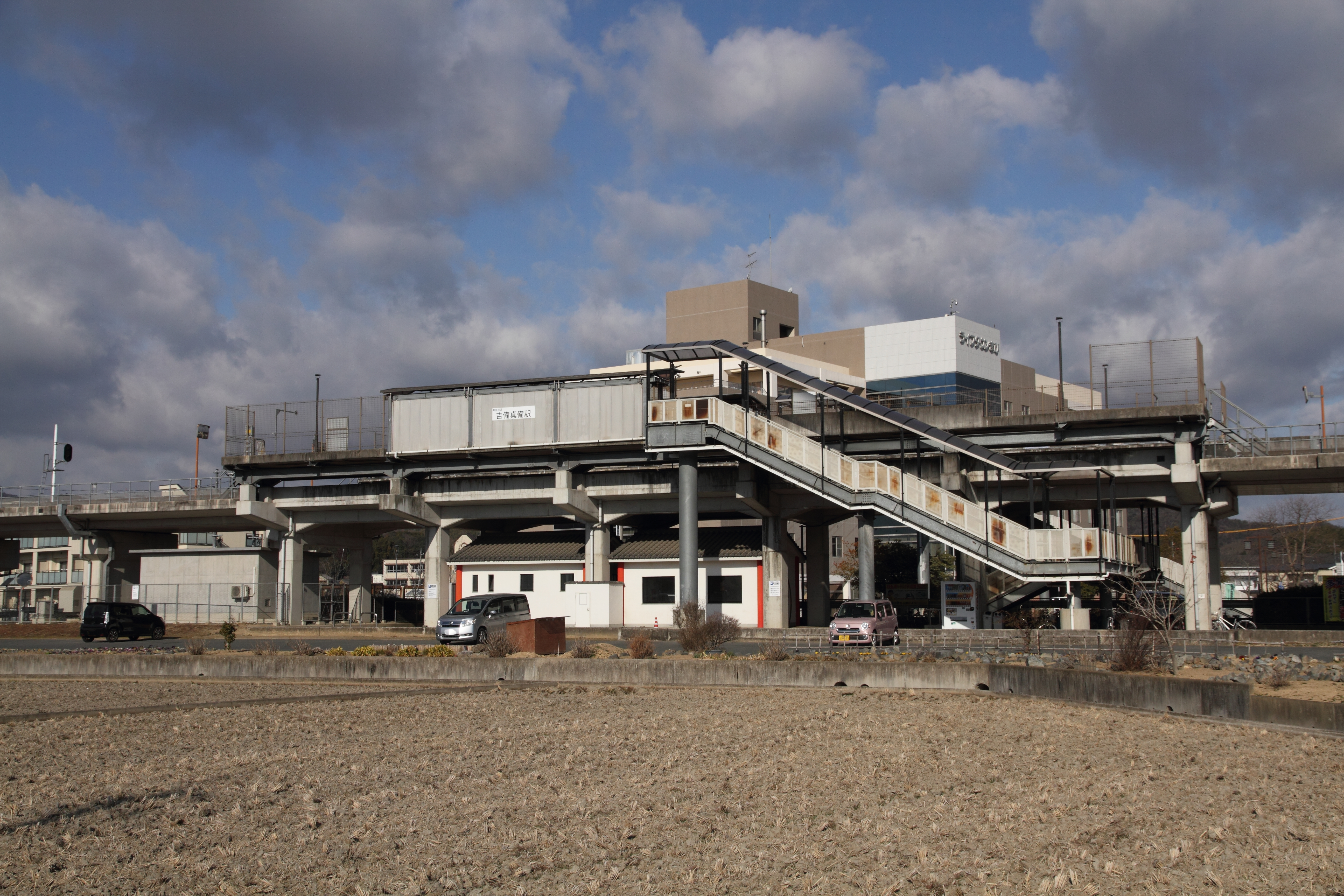
吉備真備車站

### 公路
高速道路
- 山陽自動車道：（岡山市） - 倉敷系統交流道 - 倉敷交流道（日语：倉敷インターチェンジ） - 玉島交流道（日语：玉島インターチェンジ） - 道口休息區（日语：道口パーキングエリア） - （淺口市）
  - 早島支線：倉敷系統交流道 - （早島町） - （瀨戶中央自動車道）
- 瀨戶中央自動車道：（山陽自動車道早島支線） - （早島町） - 粒江休息區（日语：粒江パーキングエリア） - 水島交流道 - 鴻之池服務區 - 兒島交流道 - （坂出市）

## 觀光資源
位於倉敷車站南側倉敷川周邊「倉敷美觀地區」為傳統街町景觀保存地區，是岡山縣內知名的觀光景點，也是倉敷市的代表景點。在此區域的大原美術館為日本第一家以西洋美術為主題的美術館，為當地企業家大原孫三郎於1930年所創立；此外，與大原家族相關的舊大原家住宅、倉敷常春藤廣場現在也都是此區域的主要地標。
在倉敷車站北側的區域，過去在曾參考丹麥的蒂沃利花園興建了倉敷蒂沃利公園，在1997年剛開幕時，全年入園旅客曾多達298萬人，但此後旅客人數逐年下降，在2005年後年客數已低於100萬人，最終在2008年12月31日結束營業。此區域經重新開發後，目前已成為購物商場Ario倉敷及三井Outlet購物城 倉敷。

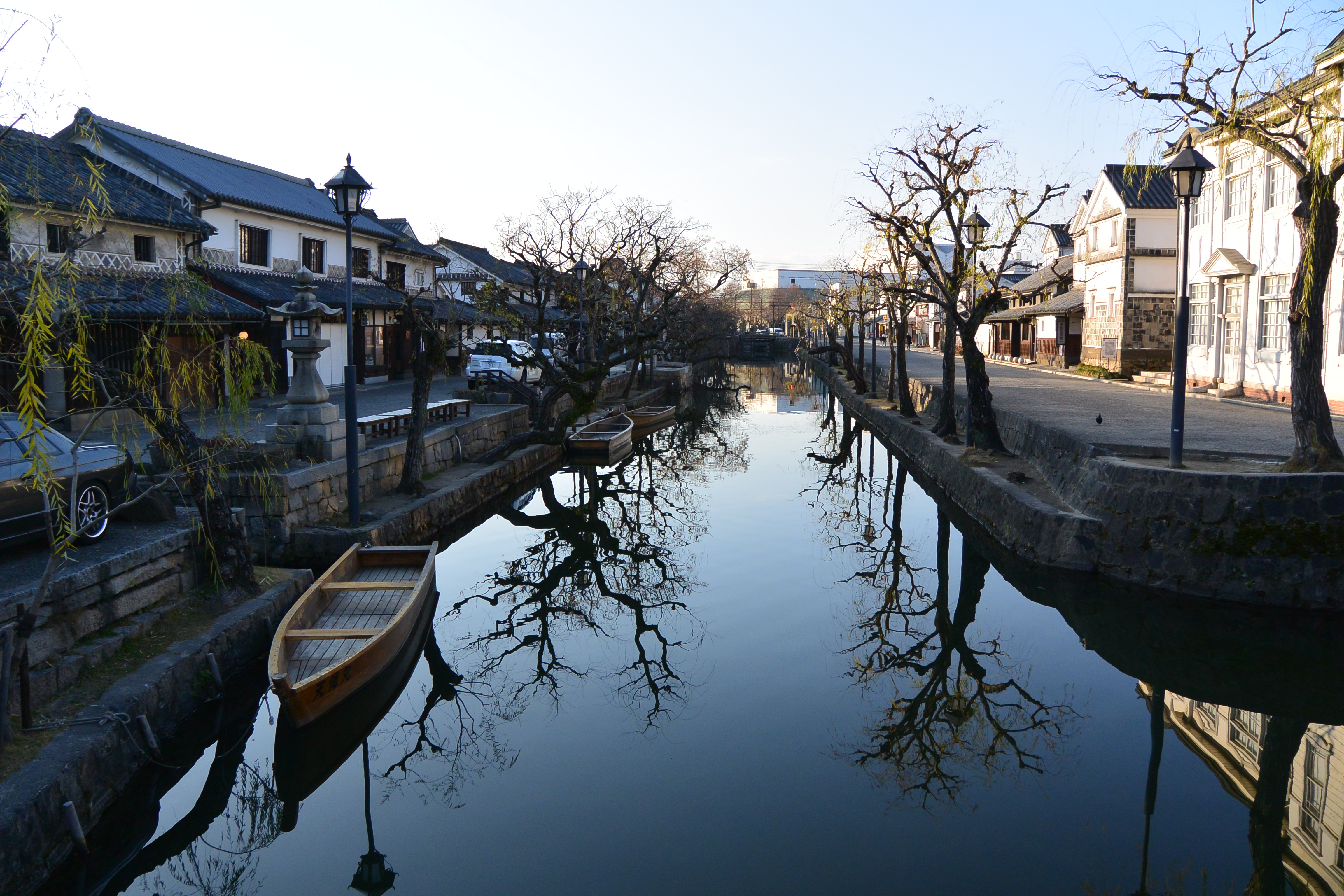
倉敷美觀地區代表景觀
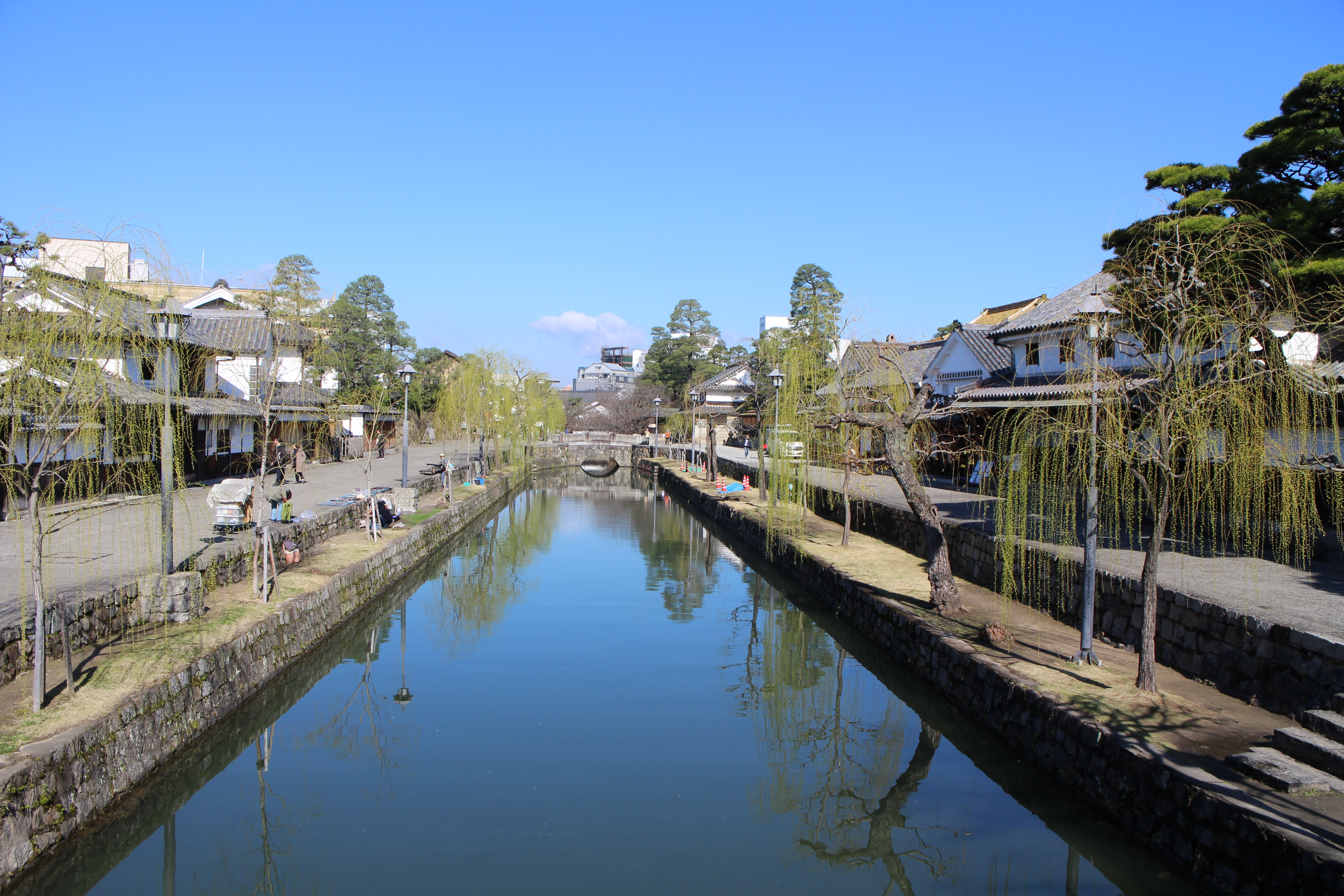
倉敷川及沿岸建築
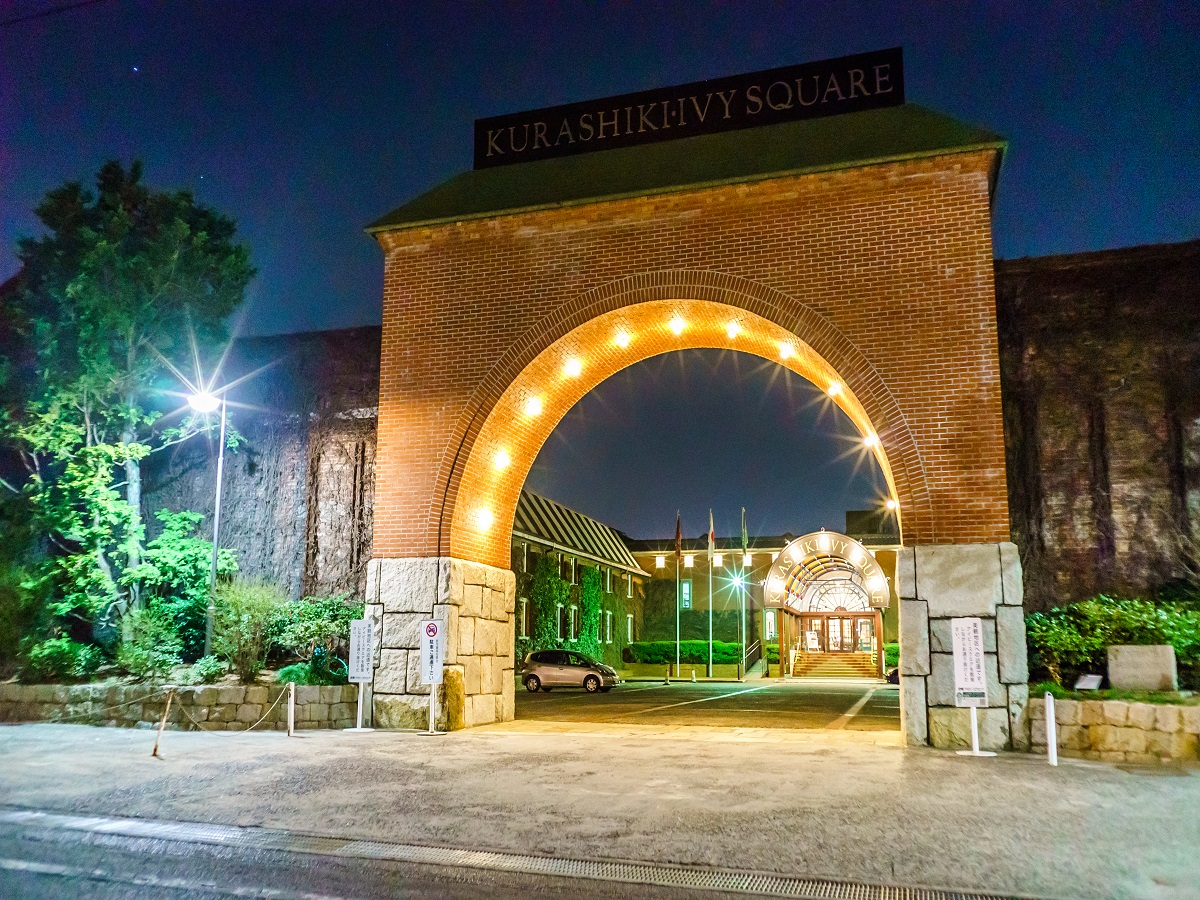
倉敷常春藤廣場
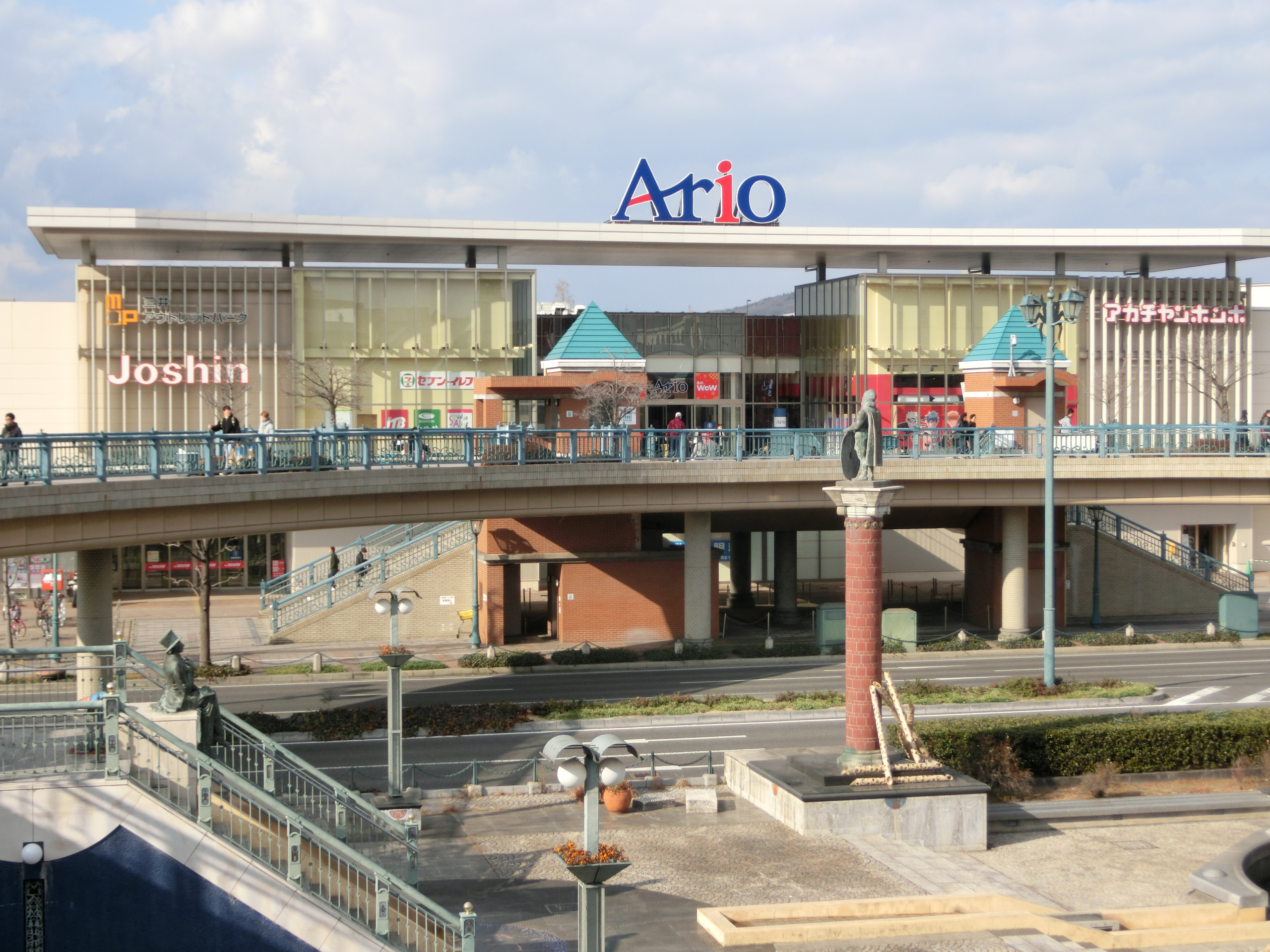
Ario倉敷
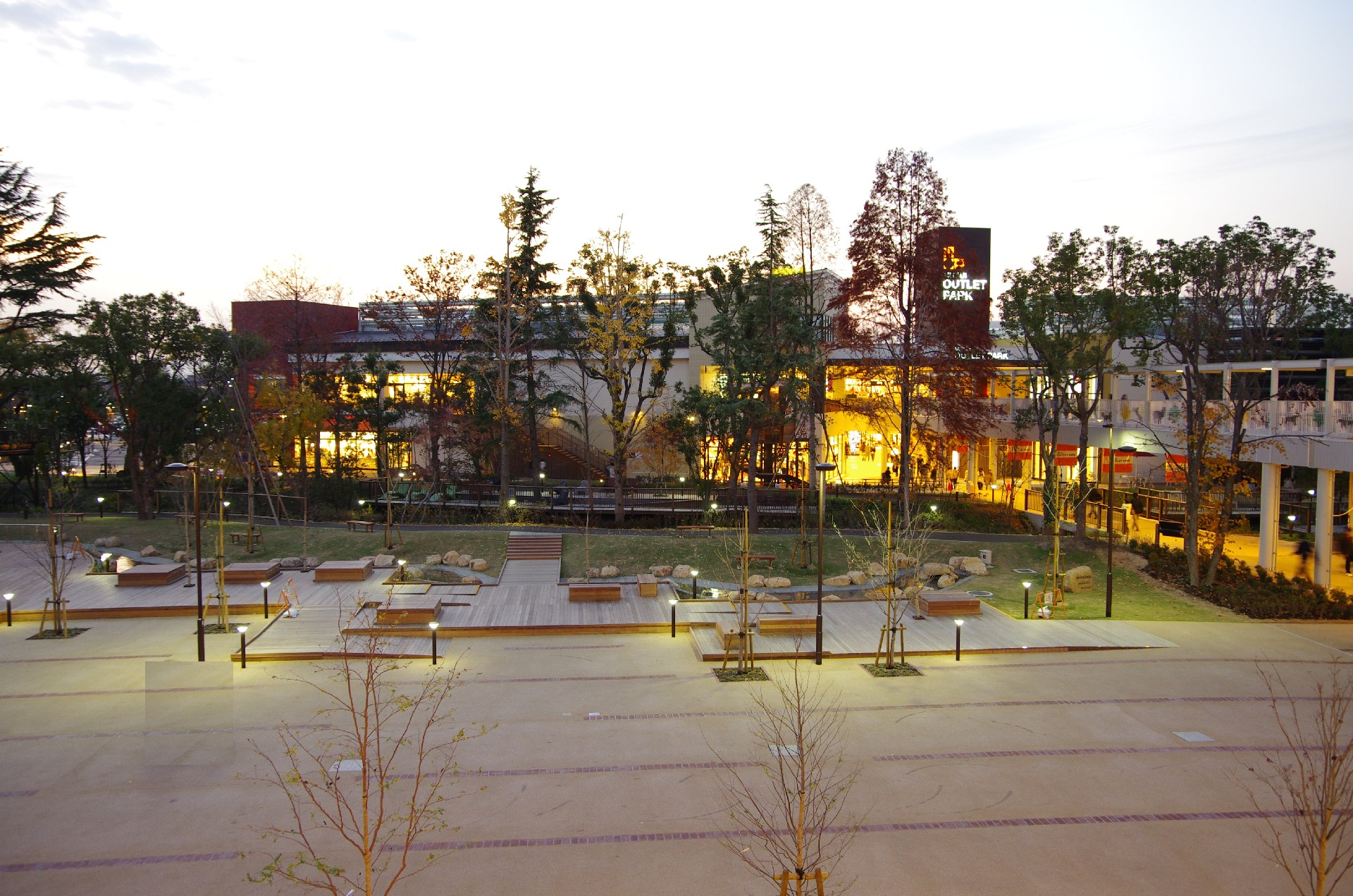
三井Outlet購物城 倉敷

東南部的兒島地區則是以鷲羽山及瀨戶內海的自然景規為主，同時因為瀨戶大橋在此與本州相連，瀨戶大橋景色也成為本地特有的景觀。

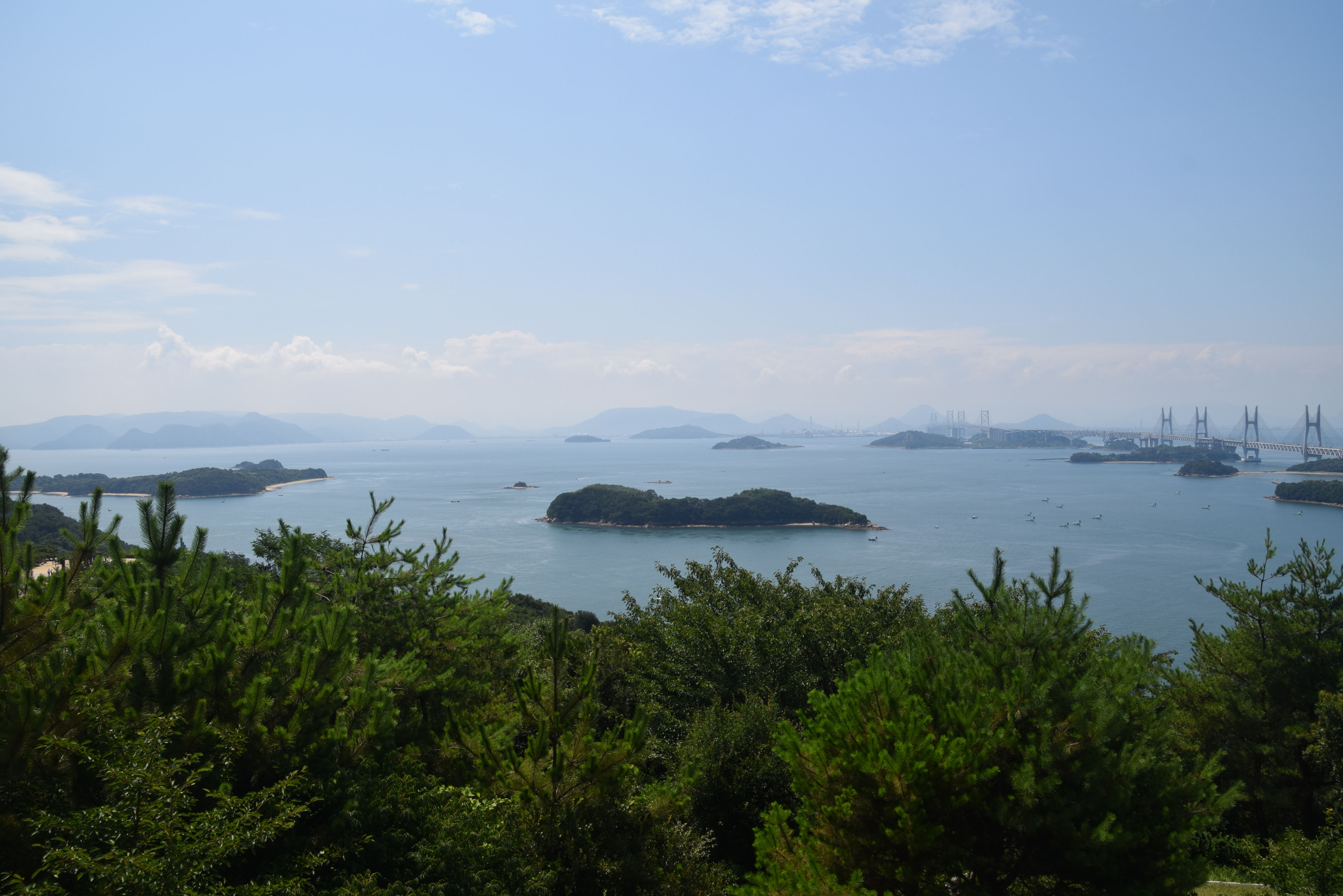
在鷲羽山所見的瀨戶內海
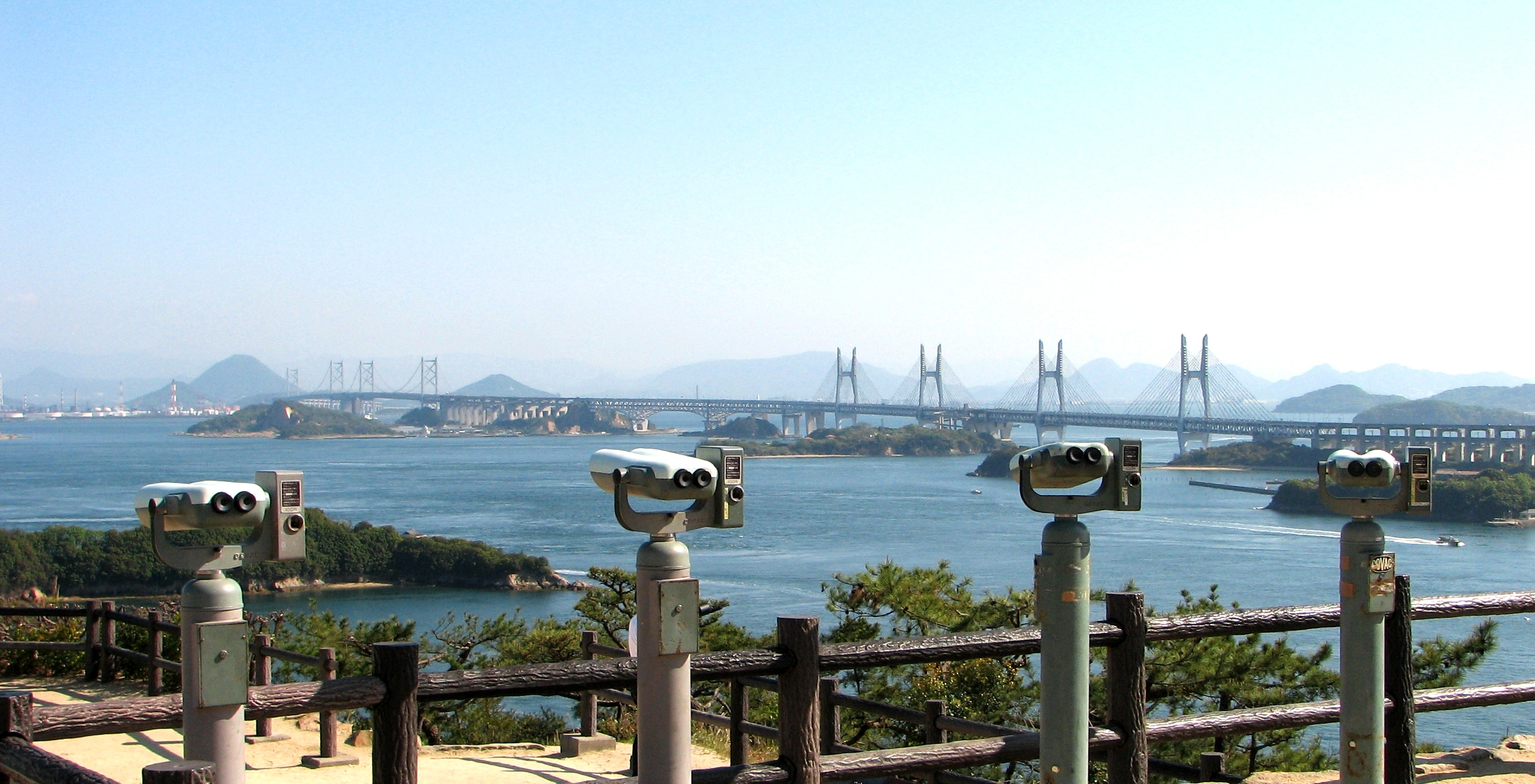
在鷲羽山所見的瀨戶大橋
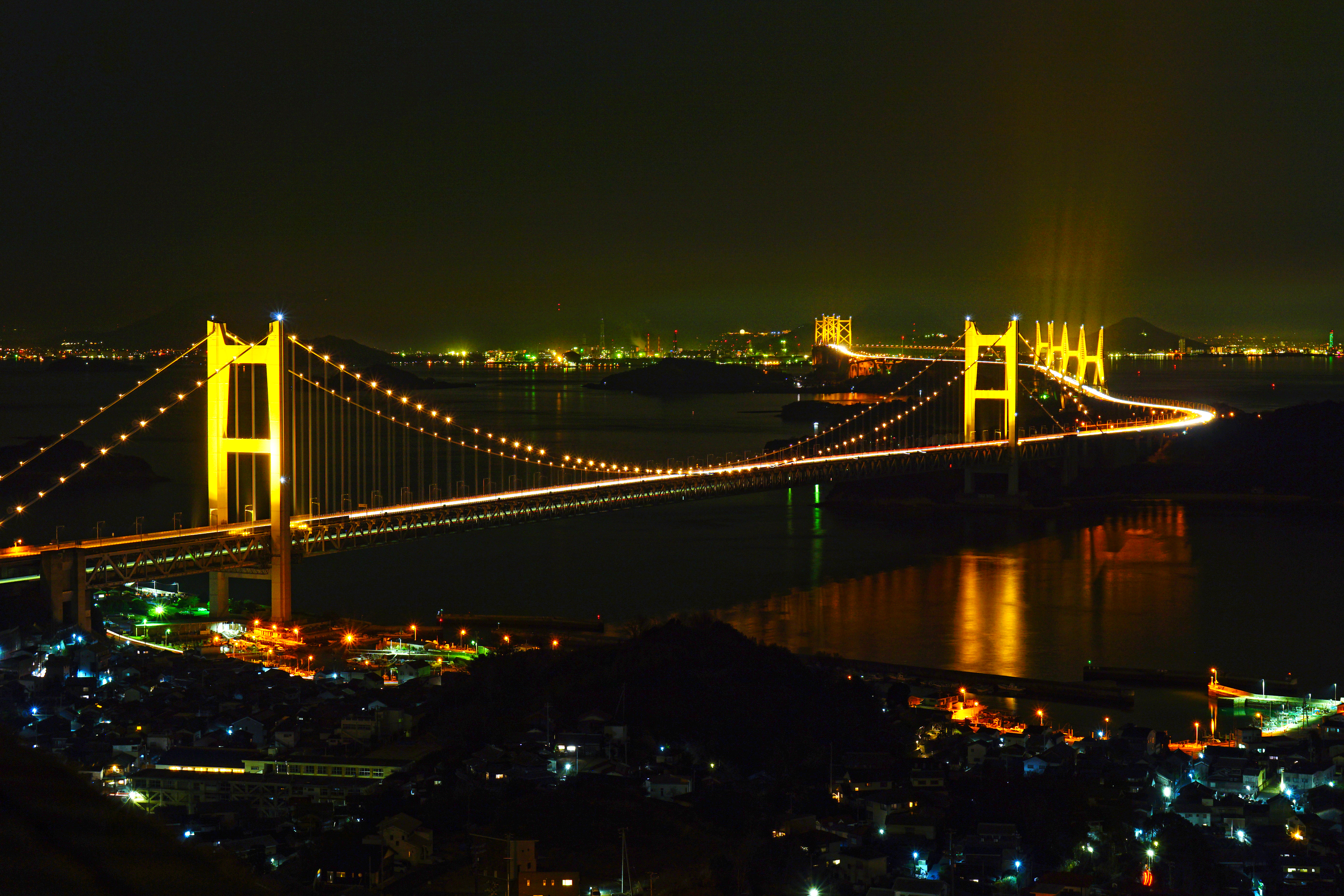
下津井瀨戶大橋的夜景

## 教育
倉敷市內的高等教育學校包括位於倉敷地域以營養學及學前教育領域為主的岡山學院大學和冈山短期大学、位於水島地域以藝術及生命科學領域為主的倉敷藝術科學大學、位於玉島地域以音樂領域為主的倉敷作陽大學和作阳短期大学、位於庄地區以醫學領域為主的川崎醫科大學和川崎醫療福祉大學、位於兒島地域以幼教及服裝領域為主的仓敷市立短期大学。
此外，20世紀初在倉敷本地活耀的企業家大原孫三郎為改善農業所設立的「人大原獎農會農業研究所」，在1952年移交給岡山大學後，成為現在的岡山大學資源植物科學研究所，並持續進行可以符合新時代的農業研究。

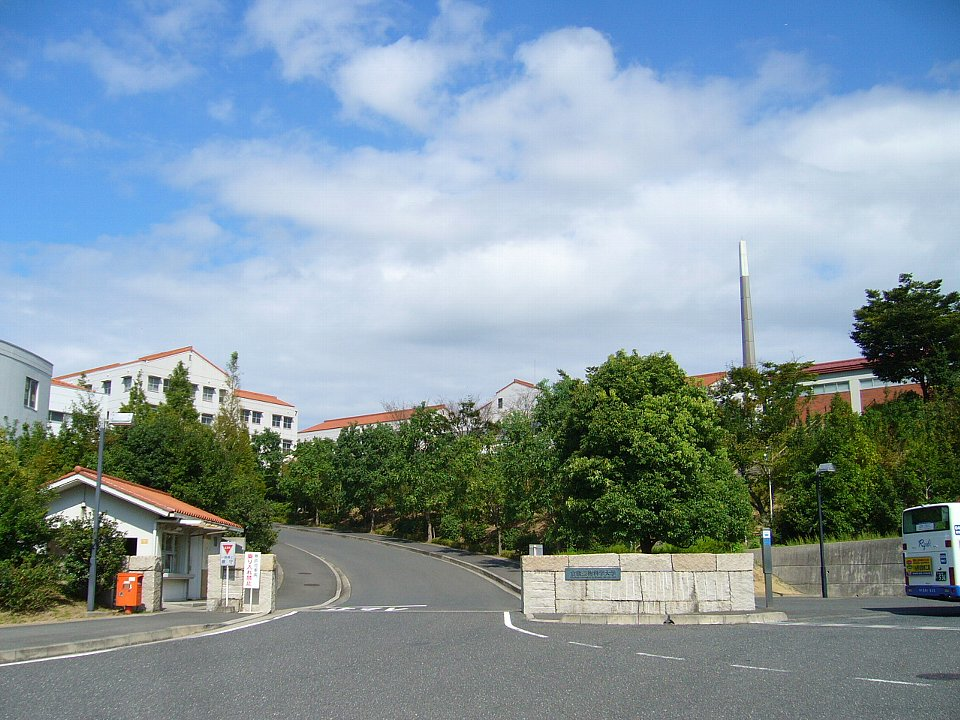
倉敷藝術科學大學
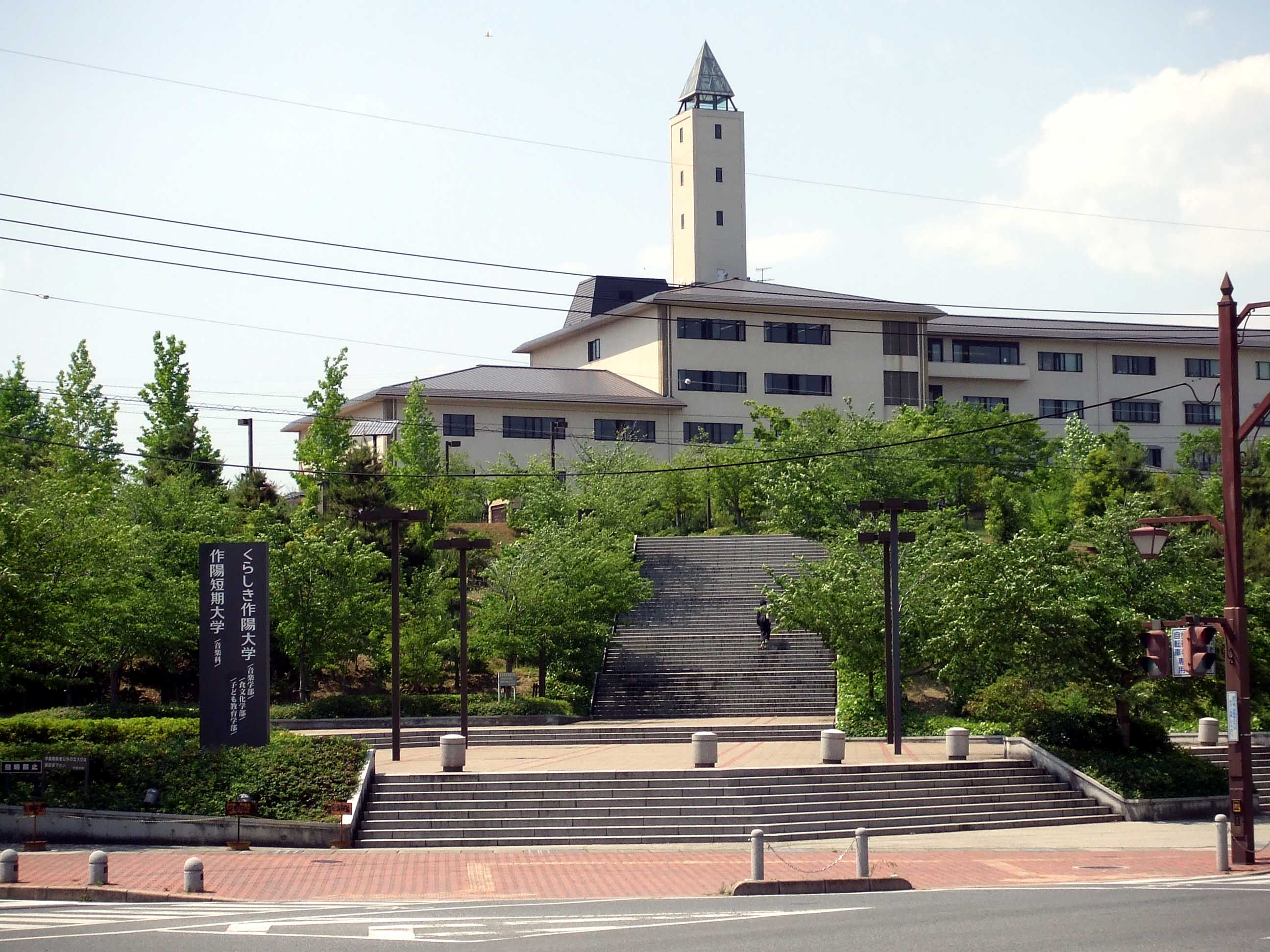
倉敷作陽大學
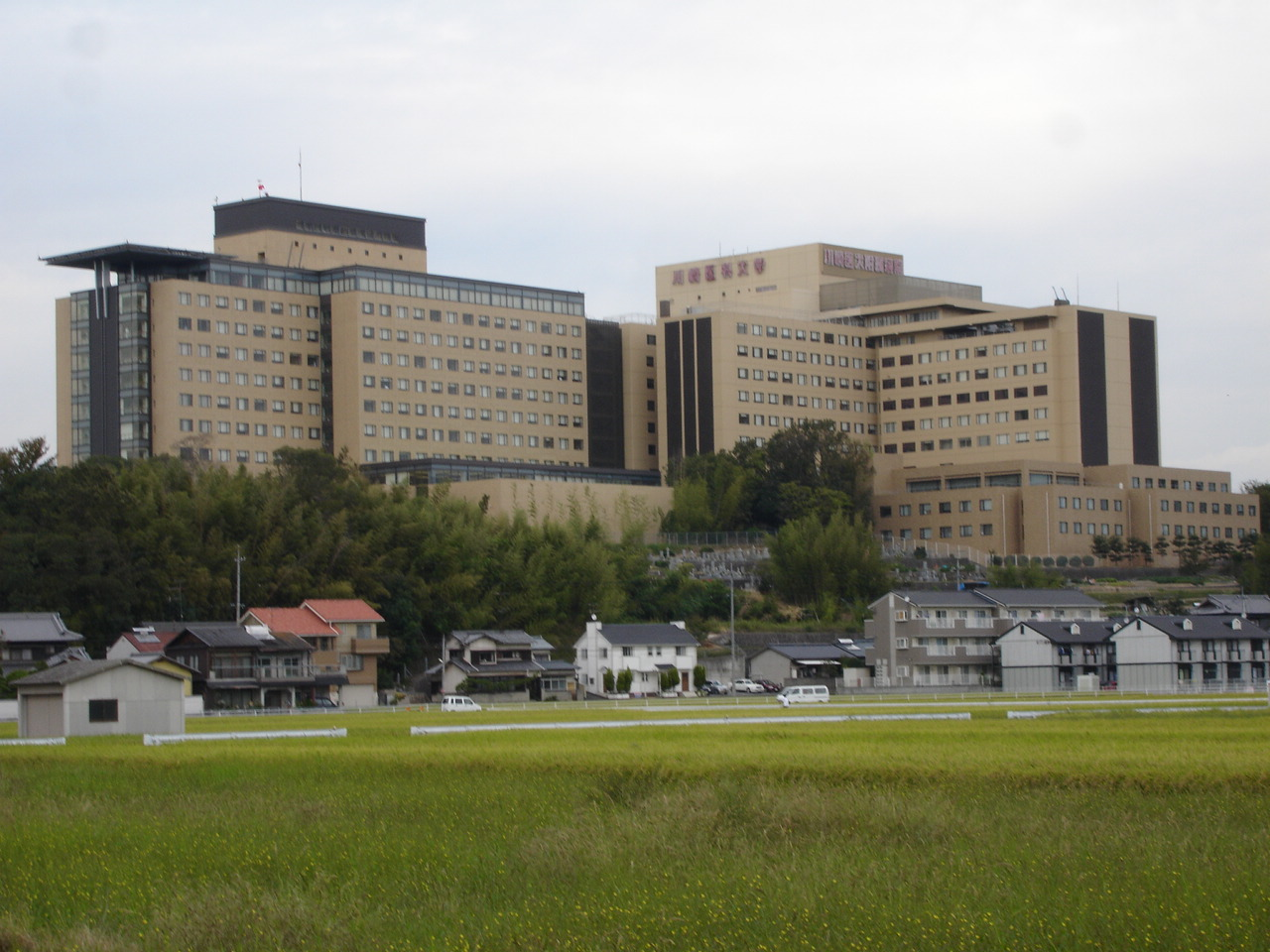
川崎醫科大學
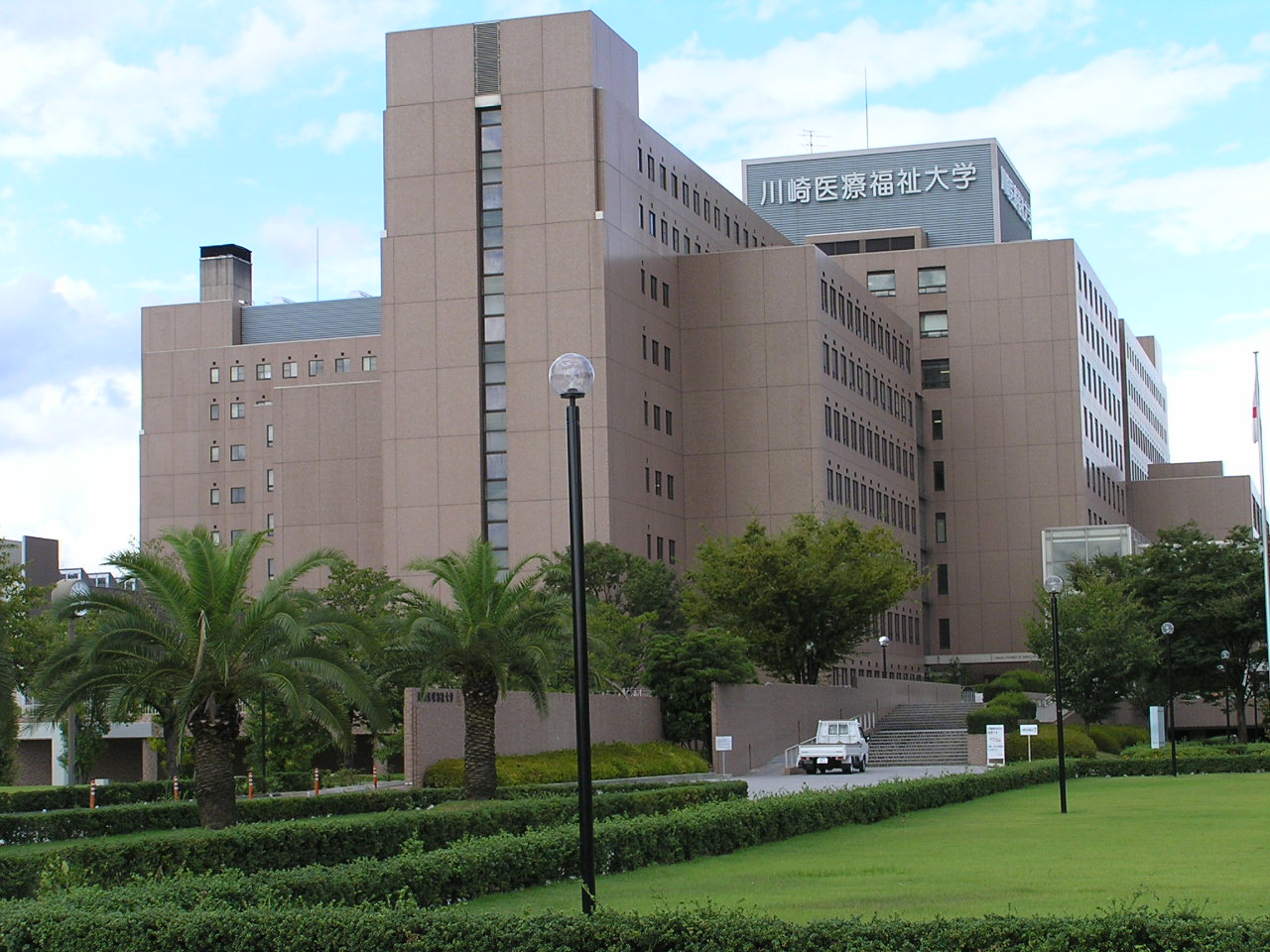
川崎醫療福祉大學
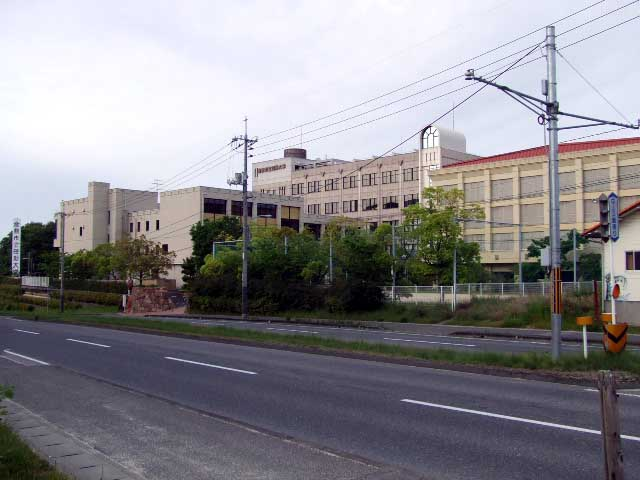
倉敷市立短期大學
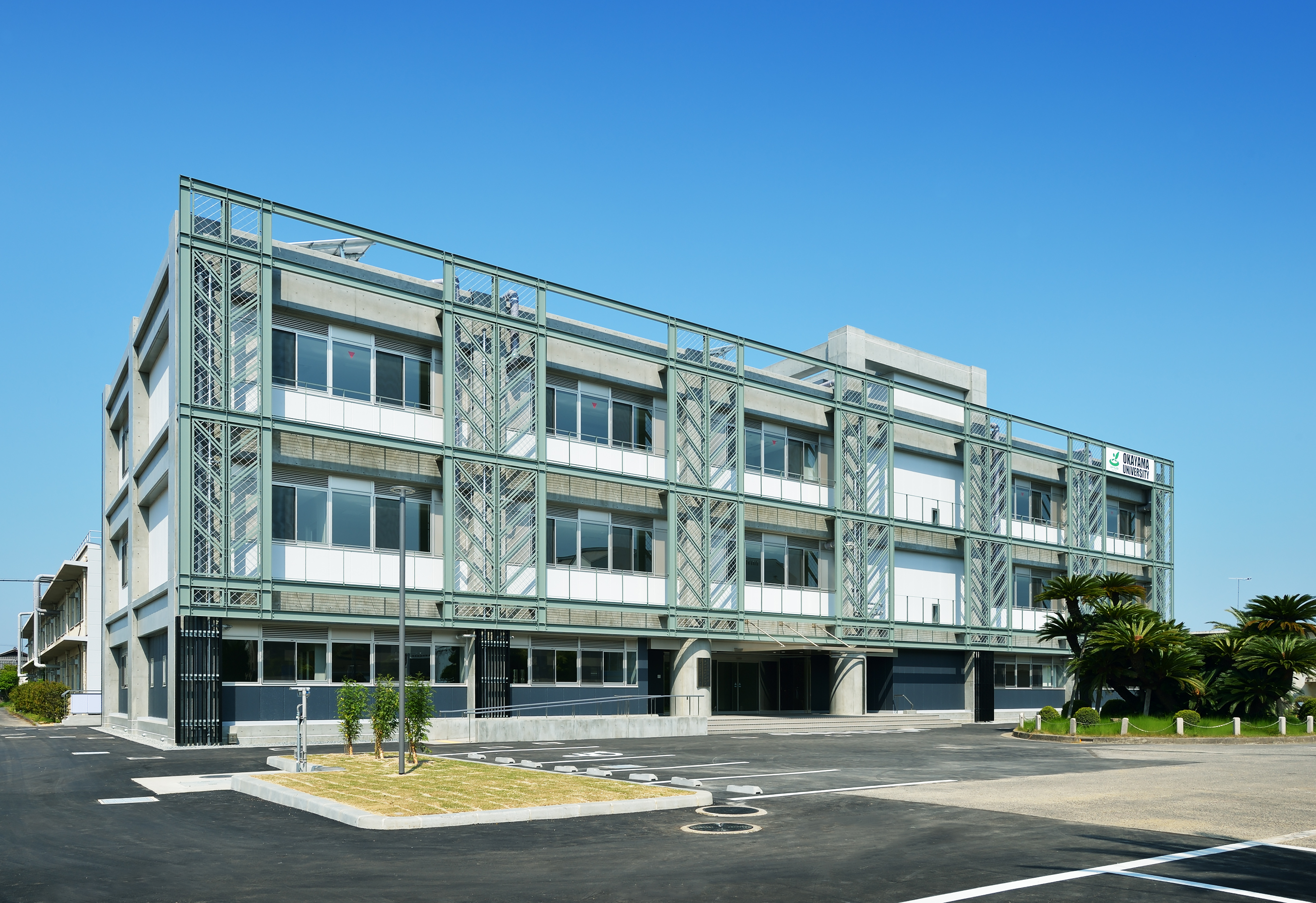
岡山大學資源植物科學研究所

## 姊妹、友好城市

### 海外
- 聖帕爾滕（奧地利下奧地利邦
兩地於1957年9月29日締結為姊妹都市。[17]
- 堪薩斯城（美国密蘇里州）
於1972年5月28日締結為姊妹都市。[17]
- 基督城（新西蘭坎特伯雷）
兩地於1973年3月7日締結為姊妹都市。[17]
- 镇江市（中華人民共和國江蘇省）
兩地於1997年11月18日締結為友好都市。[17]

## 外部連結
- （日語） 倉敷市的Facebook專頁
- （日語） 倉敷市的X（前Twitter）
- （日語） 倉敷市的Instagram帳戶
- （日語） YouTube上的倉敷市頻道
- （日語） 倉敷觀光WEB （页面存档备份，存于）